# مردم بلوچ
مردم بلوچ (به بلوچی:  راجءِبَلۏچ) یکی از اقوام ایرانی‌تبار ساکن در سرزمینی به نام بلوچستان هستند. این سرزمین میان کشورهای ایران، پاکستان و افغانستان گسترده‌است. بلوچ‌ها در کشورهای دیگری همچون ترکمنستان، عمان، نیز ساکن هستند و روی هم رفته کشورهای عربی پیرامون خلیج فارس نیز مهاجرت کرده‌اند. مردم بلوچ به زبان بلوچی سخن می‌گویند که یکی از زبان‌های ایرانی شاخه شمال‌غربی است دین بیشتر مردمان بلوچ اسلام، و بیشتر آنان اهل سنت حنفی‌اند. هرچند اقلیتی از اهل تشیع و فرقه ذکری و… نیز در میان آنان وجود دارد.
جمعیت قوم بلوچ در کل جهان برپایه منابع رسمی کشورها و سازمان‌های جهانی نزدیک به ۱۵ میلیون نفر برآورد می‌شود.

## بلوچ ها در اسطوره‌های باستان
در شاهنامه فردوسی در نخستین ظهور، در داستان سیاوش با نام این قوم مواجه می‌گردیم هنگامی که سیاوش به نبرد با افراسیاب اقدام می‌کند:
گزین کرد از آن نامدارت سوار /دلیران جنگی ده و دو هزار
هم از پهلو پارس و کوچ وبلوچ/زگیلان جنگی و دشت سروچ
آنها دردومین ظهور مبارزانی هستند که (دوره کیانیان) به همراهی سپاه سیاوش برای نبرد با افراسیاب به توران حمله می‌کنند و نام ایشان همراه دیگر اقوام ایرانی همچون قوم دیلم گیلان پارس پهلو و مبارزان دشت سروچ دیده می‌شود و پرچم ایشان هم نقش پلنگ دارد.
در داستان کیخسرو و در توصیف سپاه اشکش از پهلوانان بلوچ هنگام عرض سپاه در مقابل کیخسرو و آمادگی برای نبرد با افراسیاب جهت ستاندن کین سیاوش فردوسی می‌گوید:
پس گستهم اشکش تیز گوش /که بازور و دل بود و با مغز وهوش
سپاهش زگردان کوچ وبلوچ /سگالیده جنگ وبرآورده خوج
کسی درجهان پشت ایشان ندید/برهنه یک انگشت ایشان ندید
درفشی برآورده پیکر پلنگ /همی از درفشش بیارید جنگ
در این بیت‌ها درفش اشکش فرمانده کوچ و بلوچ نقش پلنگ دارد که هم مبین دلاوری و شجاعت در جنگ این فرمانده و سپاهیان تحت فرمانش است هم معرف ناحیه سکونت ایشان که پلنگ از حیوانات بومی آن سرزمین است. نام اشکش هم به احتمال بسیار قوی اشک است که تغییر یافته ارشک از نام‌های پارتی و اشکانی است.
از قراین و اشارات شاهنامه مشخص می‌شود که اشکش خود از پهلوانان سرزمین‌های جنوب شرق ایران-مکران-تیس بوده‌است زیرا در نبرد مکران نیز اشکش با کیخسرو بود و دلاوری‌ها کرد چون کیخسرو آهنگ دریای زره کرد اشکش را فرمانراوی مکران ساخت و خود برفت و چون از گنگ بازآمد اشکش اورا پذیرا شد و همه تیس (تیز) و مکران را آذین بست و شاه را هدیه‌های فراوان برد
چو آگاه شد اشکش آمد براه/ ابا لشکری ساخته پیش شاه
همه تیز و مکران بیاراستنند/ زهرجای رامشگران خواستند
برفتند با هدیه و با نثار/ بنزدیک پیروزگر شهریار
زاشکش پذیرفت آنچ دید/ وز آن نامدران یکی برگزید
وراکرد مهرت به مکران زمین/بسی خلعتش داد و کرد آفرین
در دوران تاریخی شاهنامه تا روزگار انوشیروان تقریباً از وجود این قوم بی خبریم تا این که در این دوره کسری انوشیروان پس از آرام کردن و تسخیر هند و تنبیه آلانان در راه می‌شنود که گیل و دیلم و بلوچ سر به شورش برداشته و سرکشی و طغیان آغاز کرده‌اند.
به راه اندر آگاهی آمد به شاه / که گشت از بلوچی جهانی سیاه
زگیلان تباهی فرون است از این / ز نفرین پراگنده شد آفرین
انوشیروان به سران سپاه می‌گوید الانان و هند را که بیگانه اند آرام ساختیم چگونه است که نمی‌توانیم سرزمین بلوچ و گیلان را که از ایرانشهر ند سرکوب و آرام سازیم. سرانجام انوشیروان مصمم به حمله به سرزمین و قوم کوچ و بلوچ می‌شود
چو آمد به نزدیکان مرز و کوه / بگردید گرداندرش و زکوه و دشت
که از کوچگه هرکه یایید خرد / واگر تیغ دارند مردان گرد
سراسر به شمشیر بگذاشتند/ ستم کردن وزرنج برداشتنند
ببود ایمن از رنج شاه جهان/ بلوچی نماند آشکار و نهان
در این حمله گیل و دیلم تسلیم شدند و با دادن دویست تن گروگان وباج و خراج شاه از سر تقصیرشان گذشت اما بلوچ به واسطه پایداری در مقابل خواسته‌های انوشیروان تارومار وبی سامان شدند درهمین روزگار انوشیروان پس از سرکوبی و خشونت دوباره قوم بلوچ را همراه گیل و دیلم مشاهده می‌کنیم که شاه از ایشان دلجویی می‌کند تا آنها پیمان به همکاری می‌بندند
یکی بارگه ساخت روزی به دشت/زگر سواران هوا تیر گشت
همه مرزبانان زرین کمر/ بلوچی و گیلی به زرین سپر
سراسر بدان بارگاه آمدند / پرستنده نزدیک شاه آمدند
و در وقایع بعد هم در آمادگی رزمی و اطاعت از کسری انوشیروان در سرحدات روم دیده می‌شوند
سپاهی بیامد زهرکشوری / زگیلان و زدیلمان لشکری
زکوه بلوچ و زدشت سروچ / گرازان برفتند گردان کوچ
همه پاک با هدیه و با نثار/ به پیش سراپرده شهریار
در مجموع با استناد به شاهنامه از جمله ویژگی‌های قوم بلوچ که همراه کوچ آمده است روحیه آمادگی برای دفاع به موقع از مرزهای جغرافیایی و فرهنگی و تمامیت ارضی ایران است همچنین مقاومت و سرسختی در مقابل خشونت و بی عدالتی قدرت مرکزی. درحالی که همین مردم زمانی که از حکومت‌ها روی خوش می‌دیدند و در وفاداری و سامان دادن به سرزمین و فداکاری که از وطن سخت می‌کوشیدند. درشاهنامه کاربرد قوم بلوچ همواره با قوم کوچ است که با تأمل در کیفیت کاربرد آن روشن می‌گردد که معمولا بلوچ به صورت مجاز توسعه‌ای شامل هردو قوم می‌شود و آنجا که میان کوچ و بلوچ قایل به تفکیک شده‌است منظور از کوچ را همچون دیگر متون کهن اقوام کوه نشین و بلوچ را صحرا نشین می‌داند. از جمله ویژگی‌های برجسته قوم کوچ و بلوچ در شاهنامه همواره مسلح و تمام پوشیده بودن (اشاره به پارسایی) غیرتمندی نسبت به سرزمین و اب و خاک و حفظ سرحدات دربرابر تجاوز بیگانگان است

## واژه‌شناسی
ریشه واژه بلوچ و معنای آن دقیقاً دانسته نیست و دربارهٔ آن نظرات گوناگونی ابراز شده‌است.
در رساله جغرافیایی شهرستان‌های ایران - که به زبان پهلوی نوشته شده، و احتمالاً در سده ۲ق/۹م گردآوری شده‌است - از ۷ ناحیه، با فرمانروایی جداگانه نام برده شده که یکی از آنها بلوچ نام داشته‌است.
در کتاب های عربی و فارسی از قومی به نام بلوچ که تازیان به آن ها بلوص می گفتند، در مکران گزارش شده است. چرا که در زبان عربی حرف «چ» وجود ندارد و اعراب بلوچ را بلوص تلفظ می کردند.
ابن حوقل نیز از ۷ طایفه یاد می‌کند که در کوه قُفص (=کوچ) می‌زیستند و بلوص(بلوچ) از شبانان چادرنشین بودند و هر یک رئیسی داشتند.
ظاهراً اشاره مؤلف گم‌نام شهرستان‌های ایران و ابن‌حوقل هر دو به یک گروه قومی یعنی بلوچ معطوف بوده‌است.
واژه بلوچ کوه‌نشین چند بار در شاهنامه
یا به صورت معرب آن «بلوص»
و یا «بلوس» در کتاب‌های جغرافیایی سده چهار به بعد و بیشتر در کنار نام کوفچ یا قفص در معرفی دو گروه قومی مستقر در کوهستان قفص کرمان به کار رفته‌است.
عده‌ای بر پایه همانندی میان بلوچ و بلوص، نام پادشاه بابل، بلوچ را صورت دیگر بلوص(Belus) دانسته‌اند که نامش همراه نمرود در انجیل آمده‌است  استدلال این گروه آن است که در تمام دوره ساسانیان سرزمین‌های شرقی کرمان (یعنی بلوچستان کنونی) به نام کوسان شهرت داشته‌است که صورت دیگری از کوش است. بعدها نام کوش و بلوص به کوچ و بلوچ (در منابع عربی قفص و بلوص) تبدیل شد.
ارنست هرتسفلد آن را برگرفته از صورت مادی واژه brza.vačiya به معنای «فریاد بلند» دانسته که در زبان فارسی باستان نیز به گونه‌ای شبیه به آن آمده‌است.
به گمان مُکلیر این واژه مشتق از کلمه گدروسیای یونانی کهن بوده، و روند تحولی آن چنین است: Baloch<Badrosh<Gedrosh
برخی دیگر نیز آن را برگرفته از «بل» یا «پهل» فارسی به معنای پهلوان و «اوچ» سنسکریت، برابر واژه «اوز» در زبان استوایی، به معنای بلند، و بر روی هم به معنای «پهلوان بُرز و بلند» معنا کرده و گفته آمد که قوم جَت (=جات یا زُط، از اقوام شناخته شده بلوچستان) که در عهد ساسانیان و پیش از بلوچان به سرزمین کنونی بلوچستان آمده بودند، تازه واردان را که بلند بالاتر و نیرومندتر از خود دیدند، «بلوچ» نامیدند.
برخی دیگر «لُچ» یا «لوچ»، جزء دوم واژه بلوچ را به معنای «کامل» و «بی‌کم و کاست» دانسته‌اند که در اصطلاح‌هایی مانند «لوچهای بهادر» به معنی «شجاع تمام عیار» آمده‌است.
در فرهنگ‌های لغت یکی از معانی «بلوچ» را «تاج خروس» نوشته‌اند. بلوچ به معنای «تاج» و «کلاله» نیز آمده و فردوسی «خوچ» را به این معنا و به کلاله پوشش سر بلوچان اطلاق کرده‌است.

## نژاد
دیمز بلوچ‌ها راشبیه اشکانیان توصیف می‌کند و نقل می‌کند: بلوچ‌ها، زمانی که برای اولین بار نام آنها را می‌شنویم، مانند اشکانیان، تیراندازان سواره بودند و پوششی مشابه آنان دارند.
یاقوت می‌نویسد بلوص نام تیره ای مانند کردان هستند در سرزمینی گسترده میان فارس و کرمان که بلوچستان بدیشان شناخته می‌شود و مردمی سخت کوش و در دامنه‌های کوه‌های قفص زندگی می‌کنند. قفص‌ها هم مردمی نیرومند هستند که به جز از بلوچ از هیچ‌کس نمی‌هراسند.
ابن خردادبه در کتاب المسالک و الممالک بلوص (بلوچ) را قومی وسیع ساکن در بین کرمان و فارس کنار کوه‌های قفص قدرتشان بسیار زیاد و تعدادشان بسیار است توصیف می‌کند.
ابن حوقل می‌نویسد: در این جبال هفت طایفه هستند و آنان از نژاد و قبیله اکراد به‌شمار می‌آیند. ابن خلکان به‌طور غیرمستقیم به کرد بودن ایشان اشاره دارد و می‌گوید:معزالدوله در جنگ با اکراد در کرمان دست چپ خود را از دست دارد.
مؤلف تاریخ سیستان در شرح کشتار و تباهی بسیاری از مردم «سجزی، بلوچ و مجوسی» در پیرامون زِرِه (دریاچهٔ سیستان)، به حضور بلوچ‌ها در این منطقه در ۶۶۱ق / ۱۲۶۳م اشاره می‌کند.
در سدهٔ ۹ق / ۱۵م نیز نویسندهٔ روضات الجنات، چند جا به بلوچان کشاورز و چادرنشین اشاره می‌کند؛ مثلاً در جایی می‌نویسد: بلوچان به مسجدجامع فرمکان اسفزار حمله کردند و منبر پر نقش و نگار آن را شکستند و به جای هیزم سوزاندند (اسفزاری، ۱ / ۱۱۷)؛ در جایی دیگر می‌نویسد: مبارکشاه با سپاهش در ۷۱۹ق به بلوچانی که در کهدستان هرات می‌زیستند، حمله کرد و مواشی آنان را ربود (۱ / ۴۷۸).
منصور رستگار فسایی در کتاب خود بلوچ را قومی ایرانی که با سیاوش به نبرد با افراسیاب شتافتند ذکر می‌کند.
انصاری دمشقی می‌نویسد: دیگر از سرزمین‌های کرمان کوه‌های هفت‌گانه قفص هستند. در کوه‌های بارز که یکی از ان هفت کوه است گروه‌های بی شماری از کردان در آن‌ها جای گزیده‌اند.
لرد کرزن برپایه برآیند پژوهش زبان شناسان زبان بلوچ‌ها را از شاخه ایرانی زبان‌های هندواروپایی دانسته که با زبان ایرانی میانه و پارتی خویشاوند است. خویشاوندی با زبان‌های شمال باختری ایران می‌تواند راهی یافتن خاستگاه آنان باشد.
در رد نظریهٔ برخی پژوهشگران غربی
دانشمندان غربی تا مدت‌های مدید به دلیل کمبود اسناد معتبر و معلومات مردم شناسانه دقیق دربارهٔ تاریخ مردمان شرق ایران، با تکیه بر اطلاعات ناچیز و انتزاعی، استنتاج‌ها و استنباط‌های ذهنی مخاطره آمیز و غلطی، دربارهٔ بازسازی ماهیت نژادی بلوچ‌ها داشتند. نظریات آنان در این زمان تا حدودی بر اساس مفروضات بود که همین امر باعث خلق تئوری‌های گوناگون این باب شد. اما تولّد، تأسیس و فراگیری شرق‌شناسی که حدوداً با توسعه استعمار و امپریالیسم همراه بود، باعث شد شرق شناسان توجّه خود را به کشف حقایقی در زمینه شرق ازجمله شناسایی نژادهای اقوام مختلف بشری به ویژه در شرق ایران معطوف کند. آنان از تمامی امکانات موجود زبان‌شناسی، باستان‌شناسی، تاریخی و نظایر آن برای اثبات عقیده خود در زمینه اندیشه تقسیم دوگانه نژادها، فرهنگ‌ها و جوامع که ناشی از نژادپرستی و اروپا محوریشان بود، بهره جستند. هر هویتی در نظر شرق شناسان غربی، در درون چارچوب گسترده‌تر اروپایی یا غیراروپایی تعریف می‌شد. اما رفته رفته نحوه برخورد شرق شناسان، درجه تأثیر سیاست و سیاست زدگی را در بررسی مسائل مختلف ازجمله نژادشناسی تعدیل کرد که در زمینه شناسایی ماهیت نژادی اقوام بلوچ نیز تا حدودی صدق می‌کند. با توجه به قلّت اسناد معتبر و دقیق، دانشمندان غربی با بررسی عالمانه مسائل مختلف فرهنگی و از جمله زبان و جنبه‌های دیگر، موفّق به ترسیم ماهیت نژادی اقوام بلوچ شدند. به مرور زمان، پوچی نظریات کسانی که تمایل به معرفی اقوام بلوچ به عنوان عرب، ترک، دراویدی و راجپوت هندی داشتند، آشکارتر شد.
در رد نظریهٔ عرب بودن بلوچ
شواهد موجود و حوادث تاریخی نظریه عرب بودن این قوم را رد می‌کند همه آنان اتفاق نظر دارند که این قوم قبل از حمله اعراب به این منطقه حضور داشته‌اند چه در زمان فتح کرمان هنگامی که تازیان به فرماندهی سهیل بن عددی به کرمان حمله کردند مردم کرمان از ساکنان قفس مدد گرفتند برخی از پژوهشگران ضمن رد نکردن احتمال مهاجرت بخشی از بلوچ‌ها از شامات به مکران ایران معتقدند اینها فقط تنها بخشی از بلوچ‌هایی بوده‌اند که در سالیانی نه چندان دور از ایران به عراق و سپس به سوریه رفته‌اند. احتمال داده می‌شود که این طوایف بلوچ از اجزاء دلاور لشکر ساسانیان بوده و به یاری حکومت مرکزی شتافته یا در نواحی نزدیک به شامات سوریه به انجام وظایف جنگی می‌پرداخته‌اند. اما در یک دوره تاریخی به موطن اصلی خود مکران بازگشته‌اند. برخی پژوهشگران بلوچ بر این عقیده‌اند که سکونت بلوچ‌ها در سوریه مربوط به بعد از اسلام آوردن بلوچ‌ها و وارد شدن آنان در سپاه خلفای اسلام بوده‌است. قبایل مختلف بلوچ به پاس مجاهدت‌هایی که در فتوحات بعدی مسلمانان از خود نشان می‌دهند، اجازه سکونت در مناطقی از سوریه را به دست می‌آورند (ریشه عربی-کردی دارند). مناطقی که هنوز هم به نام وادی البلوص یا سرزمین بلوچ شناخته می‌شود. بلوچ در عربی قابل تلفظ نیست و معمولاً به البلوش یا اللبلوص نامیده می‌شود. بنا به نوشته سرپرسی سایکس در سال ۱۹۱۵ م. افسانه‌ها و روایات حماسی و قومی دیگری در میان بلوچ‌ها وجود داشت که بر طبق آنها طوایفی هم در بلوچستان انتساب به سلسله نیمه تاریخی کیانیان را داشته‌اند. چنین روایاتی در تضاد با نظریه، مبنی بر مهاجرت آنان از حلب سوریه یا خاستگاه سامی آنان است.
یکی از دلایل دیگری که محققان باوردارند این قوم قبل از حمله اعراب به ایران حضور داشته‌اند شاهنامه فردوسی است. در شاهنامه آنها مبارزانی هستند که به همراهی سپاه سیاوش برای نبرد با افراسیاب به توران حمله می‌کنند و نام ایشان همراه دیگر اقوام ایرانی همچون قوم دیلم گیلان پارس پهلو و مبارزان دشت سروچ دیده می‌شود و پرچم ایشان هم نقش پلنگ دارد. به دلیل همین ارتباط با نام گیلان برخی پژوهشگران از جملع لونگ ورث دامس و اسپونر بلوچ و کوچ را جزو گیلان می‌شمارند که از نواحی ساحلی خزر به کرمان و مکران آمده‌اند. دلیل دیگری که این نظریه را تقویت می‌کند تشابه و هم خانواده بودن زبان بلوچ است که در طبقه‌بندی زبان‌های شمالی و غربی زبان‌های ایرانی قرار می‌گیرد.

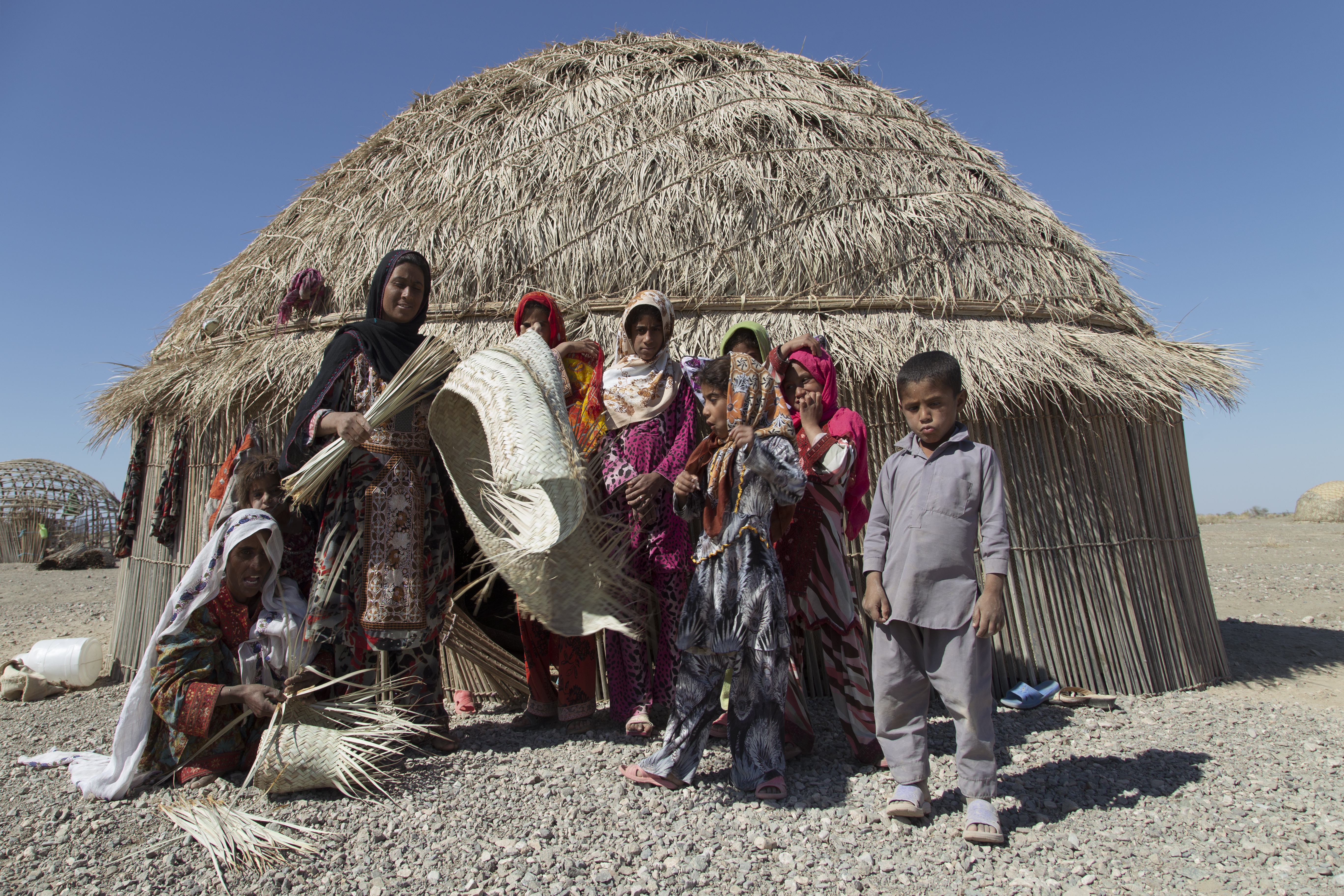
اقوام کپرنشین بلوچ، در جنوب استان کرمان

به نقل از عبدالله ناصری از فضلای معاصر ایران می‌نویسد: «زبان بلوچ تا حدودی زیادی به لهجه کردی شباهت دارد. زبان کردی برای بلوچ‌ها تا اندازهٔ زیاد مفهوم است و بسیاری لغات کردی و بلوچی یکی است. شباهت زیاد زبان و لباس بلوچ‌ها و کردها که هردو قوم مانند پارت لباس می‌پوشند و… به خصوص شلوار کردها و بلوچ‌ها که عیناً لباس پارتی است چنین تصوری را به وجود می‌آورد که مردم کرد و بلوچ هر دو قوم واحدی بودند که به لحاظی از هم جدا شدند.
اوژن اوین فرانسوی می‌گوید ساکنان سلسله جبال غربی و جنوبی کردها لرها و بلوچ‌ها نمونه‌هایی از نژاد خالص ایرانی هستند که کاملاً دست نخورده مانده‌اند. (اربابی۶۱:۱۳۸۷) کلنل دیمز از طریق علمی بررسی می‌کند و می‌گوید جمجمه بلوچ از نوع پهن سران ایرانی است حال آنکه عرب و هندی از نوع دراز سران است و اگر خصوصیات مغزی و جسمی بلوچ را در نظر بگیریم باید او را نژاد ایرانی و مانند سایر مردم فلات ایران بدانیم.
در چند سده قبل پای برده‌های آفریقایی به بلوچستان باز شد. این برده‌ها را استعمارگران انگلیسی و پرتغالی با خود به جنوب و شرق ایران آوردند. درآن زمان خرید برده‌های آفریقایی‌تبار توسط حکام بلوچستان به اوج خود رسید این امر تا بدانجا پیش رفت که هم‌اکنون مهاجرین آفریقایی‌تبار بخش جدایی ناپذیری از طوایف و فرهنگ بلوچ به‌شمار می‌روند اما با ورود این برده‌ها به بلوچستان نه تنها آنان موفق نشدند رسوم خود را به اجرا در بیاورند بلکه بیشتر رسوم خویش را منطبق با سنت‌ها و رسوم مردم بلوچستان تنظیم می‌نمودند و هم‌اکنون در بلوچستان با هویت بلوچ زندگی می‌کنند.

## زبان
داده‌های زبانی بلوچی نو، با داده‌های زبانی دیگر مربوط به ادوار باستان میانه و نو توسط زبان شناسان مقایسه و مقابله شده‌اند.
برپایه کاوش پژوهشگران «مردمان بلوچ واپسین مردمی هستند که به زبان پهلوی میانه سخن می‌گویند»، از آنجا که زبان پهلوی (زبان ایرانیان باستان) مشتمل بر زبان پارسی و زبان پارتی است در نهایت زبانشناسان زبان بلوچی را همچون تالشی، گیلکی، مازندرانی (طبری)، کردی و تاتی در دسته‌بندی پارتی قرار می‌دهند.
زبان بلوچی دو گویش بنیادی شرقی و غربی و لهجه‌های فرعی فراوان دارد همچنان‌که این زبان بسیاری از ویژگی‌های زبان‌های کهن را نیز نگاهداشته‌است. زبان بلوچی در پارهای موارد به زبان پهلوی ساسانی (پارسی) نزدیکی پیدا می‌کند و درجایی نیز به زبان پهلوی اشکانی (پارتی). امّا روی‌هم رفته وقتی همه جنبه‌ها در نظر گرفته شود، این نتیجه به دست می‌آید که گویا زبان بلوچی، دنباله یکی از زبان‌های ویژه ایرانی بوده؛ زبانی کهن تر از پهلوی، چون اوستایی، که تلفّظ آواهای کهن را در خود نگاهداشته و نمونه‌های بسیاری از واژگان آن را می‌توان گفت.
الفبای زبان بلوچی همان الفبا و حروف فارسی است و واژگان مورد استفاده حاوی حروف پ چ ژ گ فراوان و متفاوت با الفبای عربی، آنان را خود به خود از اعراب جدا می‌کنند، و همچنین در زبان بلوچی حروف ٹ، ڈ، ڑ، ں وی وجود دارد که آن را از زبان فارسی هم جدا می‌گرداند. برخی واژگان رایج در آن مشابه یا یکسان است. گاهی واژگان آن هم فارسی بوده و فقط در شیوه جمله‌بندی با فارسی متفاوت است. بدون دست‌اندازی واژگان انگلیسی و عربی تقریباً این زبان ناب و بدون تغییر مانده‌است.
برخی واژگان با حروف پایانی در نمونه فارسی، به گ ختم می‌شود. برخی از این موارد، عبارتند از:
زنده تبدیل به زندگ
آهو تبدیل به آهوگ
ماهی تبدیل به ماهیگ
آستین تبدیل به آستیگ
شاید بتوان گفت این موضوع به ریشه زبان بلوچی برمی‌گردد که برگرفته از زبان پهلوی است. از آنجاکه زبان پهلوی با دگرگونی‌هایی به زبان فارسی نو (امروزی) تبدیل شده و یکی از این دگرگونی‌ها زُدایش (گ) از برخی واژگان است، می‌توان اینگونه بیان کرد زبان بلوچی ناب باقی مانده و به‌وارونه زبان فارسی امروزی که گ از برخی واژگان زُادیش شده‌است. مثال‌های دیگر از دگرگونی زبان باستان به فارسی نو اما ثابت ماندن واژگان بلوچی به زبان باستان در زیر آمده‌است:
1. دگردیسی واک «ژ» به «ز» و «چ». مانند سوچن
2. افتادن واک «گ» و «ک» از پایان واژه‌ها.
3. افتادن «الف» از آغاز شماری از واژه‌ها مثل اسپید
4. دگردیسی واک «ژ» به «ج» در شماری از واژه‌ها. مانند هژده

| ردیف | پارسی نو   | زبان پهلوی باستان | بلوچی     |
| ۱    | سوزن       | سوچن              | سوچن/سیچِن |
| ۲    | مرد (مردن) | مرت               | مرت       |
| ۳    | باد        | وات               | گوات      |
| ۴    | هجده       | هژده              | هژده      |
| ۵    | نشسته      | نشستگ             | نشتگ      |
| ۶    | آهو        | آهوگ              | آهوگ      |
| ۷    | سپید/ سفید | اسپید             | اسپیت     |
| ۸    | دروغ       | drog/droo دروگ    | دروگ      |
| ۹    | خانه/اتاق  | katak             | Kat کت    |
| ۱۰   | آب         | آپ                | آپ        |
| ۱۱   | چادر سیاه  | گدام              | گدام—گدان |
| ۱۲   | شتر        | وشتر              | وشتر      |
| ۱۳   | چشمه       | چمگ               | چمگ       |
| ۱۴   | دیوانه     | ابدال             | گنوک      |

از منظر دیگر نیز می‌توان تشابه زبان ایرانی کهن و ایرانی باستان با زبان بلوچی رابررسی کرد.
۱. از منظر واج‌شناسی
| فارسی امروز | بلوچی امروز | ایرانی میانه غربی | ایرانی کهن |
| sab         | sap         | sab               | xsap       |
| ruz         | ruec        | ruz               | raucah     |
| baradar     | brat        | brad              | bratar     |
| pidar       | pit         | Pid/piaar         | pitar      |
| kard        | kurt        | kird              | krta       |
| damad       | Damad/zamat | damad             | zamatar    |

۲. از منظر واژگانی
| فارسی امروز | بلوچی امروز | ایرانی باستان |
| گوسفند      | pas         | pasva         |
| دریا        | zer         | zrayah        |
| تابستان     | hamian      | hamina        |
| کوه         | gar         | garay         |

۳. نمونه تشابه با کردی
| فارسی امروز | بلوچی امروز | کردی           |
| sab         | sap         | sab            |
| ruz         | ruec        | roj            |
| baradar     | baras/brat  | bira           |
| pidar       | pes/pit     | bawg/bawk      |
| kard        | kurt        | kird           |
| damad       | zamas/zamat | zama/zawa/zava |

| کردی                | بلوچی             | فارسی              |
| mezin               | مزن mazan         | بزرگ               |
| وش                  | وش                | خوش/خوب            |
| چاو/چاڤ/چه‌م         | چم/چژم            | چشم                |
| بان                 | بان               | بام                |
| بێت/بێ/به           | بیت/بات           | باد (بودن)         |
| خێر                 | هیر               | خیر (نیکی)         |
| ده‌زانیت/ئه‌زانی/زانی | زانه              | می دانی            |
| چونی                | چونه              | چطوری              |
| بانگ                | بانگ              | بانگ، فریاد        |
| پار                 | پاری              | پارسال             |
| حاوین               | هامین (خرماپزان)  | تابستان            |
| جُوان                | جُوان              | زیبا/ خوب موردپسند |
| مێش                 | مَکِسک              | مگس                |
| سوور                | سور/ سوحر         | سرخ                |
| حوشتر               | حوشتر             | شتر                |
| ئه‌سپ                | اسپ               | اسب                |
| مشک                 | مشک               | موش                |
| بێسه/ڕاوه‌سته        | اُوشت/صَب کَن        | واستا (صبرکن)      |
| ده‌سوده‌م             | دستُ دیم           | وضو/ دست و صورت    |
| پێرار               | پیراری            | پیرار سال          |
| شوان                | شِپانک             | چوپان              |
| نیشتن               | نیشته ن/نشتن/نشتگ | نشستن              |
| خوون/خوێن/خۊن       | هون               | خون                |
| دز                  | دز                | دزد                |
| پێرێ/پێره‌که         | په ری ری          | پریروز             |
| به‌رز                | برز               | بلند               |
| جل                  | جل                | لباس-لباس گشاد     |
| شوو/شۊ              | شوو               | شوهر               |
| پیاله               | پیاله             | پیاله              |
| هه‌نار               | هه نار            | انار               |

۴. نمونه تشابه با گیلکی
| بلوچی | سولاه | اسپ | هَنی/هَنو | هشتن       | مشتن میزکرتن  | کوش | اوشتاتن/ایشتاتگ ایساتن | ته |
| گیلکی | سولاخ | اسپ | هسه     | هشتن       | دیمیزِئن میشتن | کوش | اشتئن                  | تی |
| فارسی | سوراخ | اسب | اکنون   | اجازه دادن | ادرار کردن    | کفش | ایستادن                | تو |

۵. نمونه تشابه با مازندرانی
| بلوچی     | ارس  | دیم  | اسپیت | هشتن       | نشتن   | دوتن  | بورتن | بوتن/بَیَگ  | بی    | کپتن      | براس  | زامات | چیرا | شه | ته |
| مازندرانی | اسری | دیم  | اسپی  | بشتن       | هنیشتن | بدوتن | بورین | بوئن/بیین | بونه  | دکتن/کفتن | برار  | زوما  | جیر  | جه | ته |
| فارسی     | گریه | صورت | سفید  | اجازه دادن | نشستن  | دوختن | بریدن | بودن      | می‌شود | افتادن    | برادر | داماد | زیر  | از | تو |

## سرزمین
سرزمین مردم بلوچ، معروف به بلوچستان سرزمینی به گستره کمابیش ۶۹۰٬۰۰۰km² (۲۶۶٬۰۰۰mi²) می‌باشد که میان کشورهای پاکستان، ایران و افغانستان گسترده‌است. بیشتر مردم بلوچ در ایالت بلوچستان پاکستان، استان سیستان و بلوچستان ایران، و قندهار و نیمروز افغانستان ساکن هستند. جمعیت زیادی از بلوچ‌های ایران نیز در استان سیستان و بلوچستان، کرمان (نرماشیر، ریگان، فهرج، قلعه گنج، جیرفت، کهنوج، رودبارجنوب، منوجان)، بلوچ های خراسان در خراسان رضوی و خراسان جنوبی، هرمزگان (جاسک؛ سیریک) و، لارستان و بندر عباس، بندر لنگه، و استان یزد و استان گلستان همچنین بلوچ‌ها در کشورهای عربی (به ویژه عمان و امارات) و جنوب غربی پنجاب کراچی سکونت دارند برخی از مردم بلوچ در جستجوی کار و کسب زندگانی و دشواری‌های هنگفت اقتصادی و بی آبی در ده‌های ۴۰ و ۵۰ خورشیدی، به گرگان و حتی ترکمنستان و زنگبار (تانزانیا) هم رفته‌اند و در آن نواحی ساکن شده‌اند.
در ادوار باستان در مکران از قوم بلوچ در کتب فارسی و عربی ذکر شده که اعراب آن را بلوص گزارش کرده اند به همین علت مکران را بلوچستان نام گذاشته اند.

### کیانیان
مکران در دوران باستان جزئی از سرزمین دولت کیانی بود در زمان پادشاهی کیخسرو قسمتی از سپاهیان این پادشاه را بلوچ‌ها تشکیل می‌دادند آنان سپاهیانی جنگاور و دلیر بودند که درمیدان نبرد هیچ‌گاه پشت به دشمن نمی‌کردند.
فردوسی در شاهنامه به قوم بلوچ اشاره می‌کند و مردان آن قوم را در سپاه کیخسرو به شجاعت و مردانگی ستوده‌است.
| سپاهش زگردان کوچ و بلوچ      |  | سگالیده جنگ مانند قوچ       |
| که کس در جهان پشت ایشان ندید |  | برهنه یک انگشت ایشان ندید   |
| نگه کرد کیخسرو از پشت پیل    |  | رده آن سپه را زده بر دو میل |
| درفشی برآورده پیکر پلنگ      |  | همی از درفشش ببارید جنگ     |

در هنگام یورش لشکر اسکندر برای گشایش به سرکردگی سردار لئن ناتوس پا به این سرزمین گذاشت آنچنان در برابر دلاوران بلوچ درمانده شد که سردار اسکندر تاب نیاورد و لشکریانش نابود شدند.

### مادها
سرزمین مکران در دوره ماد یکی از ساتراپ‌های (والی‌نشین یا استان) شرقی آن دولت بوده‌است و به نام سرزمین پاریکانیان ازآن یاد شده‌است.

### هخامنشیان
در سال‌های ۵۴۰–۵۴۵ ایالات شرقی ایران از جمله مکران به وسیلهٔ کوروش بزرگ گشاده شد. داریوش بزرگ در زمان پادشاهی خود برای جلوگیری از تمرکز قدرت در دست یک نفر کشور را به چندین استان یا والی‌نشین تقسیم نمود ماکا یا مکران (بلوچستان امروزی) یکی از ان استان‌ها بود. 

### سلوکیان و اشکانیان
رومیان به بهانه پشتیبانی از دولت مصر با سلوکیان وارد جنگ شدند و در سال ۱۹۰ ق. م در ماگنزی واقع در آسیای صغیر سلوکیان را شکست سختی دادند در این زمان پارس و خوزستان یکدست شدند و از دولت مرکزی جدا گردیدند بلوچستان هم به همراه سیستان و رخج جزو دولت باختر (پارت یا اشکانی) شد.

### ساسانیان
شاپور یکم در سنگ‌نوشته کعبه زرتشت که به سال ۲۶۲ گفته شده‌است از حدود مرزهای ایرانشهر خود یاد کرده‌است: «من خدایگان ایرانشهر این شهرها را زیر فرمان دارم: پارس، پارت، خوزستان… مرو، هرات، کرمان، سکستان، مکران (بلوچستان امروزی)، پاراوان… و… و…» 
ذکر بلوچ‌ها در در زمان پادشاهی خسرو یکم (انوشروان) از سال ۵۳۱ تا ۵۷۹ در دوران شاهنشاهی ساسانی است.

### قاجار وپیش از آن
پیش از دوره رضاشاه پهلوی بلوچستان توسط فرمانروایان محلی اداره می‌شد یا درواقع همچون بقیه استان‌های ایران حکومت ملوک الطوایفی داشت.
در یک دوره از تاریخ حکومت بلوچستان غربی (ایران) در دست سه گروه ا طوایف محلی شامل: شیرانی و بارکزهی و میرلاشاری، مبارکی، طاهرزئی و میر بود.
- حکومت‌های ایرانشهر، در دست اقوام بارکزایی ولاشاردر دست میرلاشاری، مبارکی و قسمت‌های اعظم بلوچستانبمپور ،،فنوج ، برای چندسال رودبار و کهنوج در دست شیرانی بوده‌است.

{{سازمان سیاسی حکومت محلی بنت در ایام حکمرانی خاندان شیرانی ۱۲۰۰–۱۳۷۳ هـ. ق /. ۱۱۶۶–۱۳۳۴ هـ. ش "
/ محمد برقعی}}
- حکومت نواحی نرماشیر ریگان فهرج زهکلوت تا کهنوج در دست طایفه پلنگی (شهریاری) بوده‌است و به گویش محلی این نواحی زبان پلنگی می‌گویند که به مرور زمان دست‌خوش تغیرات قرار گرفته‌است
- حکومت خاش سرحد باستناد کتاب احیاء الملوک توسط حاکمان موروثی سرحد از جمله میر عارف ولد  میر عبدالعلی،  که حاکمان سرحد بوده‌اند اداره شده است به استناد همین کتاب و شجره های موجود در بین اقوام متحد تفتان (ایل میر عارفی) که همگی از نوادگان میر عارف و امیر عبدالعالی هستند ،(ایل میر عارفی شامل ولانی ،نرونی ،عجب زهی و سرحدی های سیستان بعلاوه تمندانی بعنوان نماد اتحاد وصله رحمی بین اقوام تفتان بوجود آمده است ).[۹۴]. از زمان نسل کشی ایل میرعارفی یعنی ابتدای سلسله قاجاریه تا ۸۰ سال پیش یعنی تا زمان محمد حسن خان کرد به صورت ملوک الطوایفی به دست خوانین کرد و میر بلوچ زهی و سهراب زهی اداره می‌شد. این زمام داری با حمله امپراتوری انگلیس به فرماندهی ژنرال رجینالد ادوارد هری دایر به پایان رسید.[۹۵]

اکثریت قریب به اتفاق بلوچ‌ها، تا اواخر سدهٔ نوزدهم، در داخل مرزهای سرزمین ایران می‌زیستند، ولی با تشدید رقابت بین انگلستان و روسیه بر سر افزایش دامنهٔ قدرت و نفوذ خود در منطقهٔ خاورمیانه و ایجاد اختلافات و برخوردهای قومی و تغییر مرزها، محلّ سکونت‌شان بین کشورهای ایران، هند (بعدها پاکستان و افغانستان) تقسیم شد.
در دورهٔ قاجاریان قراردادی منعقد شد به نام قرارداد گلداسمیت یا قرارداد گلدسمیت که به موجب آن بلوچستان به سه قسمت تقسیم شد، بخشی از خانات کلات(خانات بلوچ) تحت کنترل انگلستان، بخشی تحت کنترل ایران و بخشی هم تحت کنترل افغانستان قرار گرفت. بعد از این پیمان بخش شرقی خانات کلات تحت عنوان بلوچستان انگلیس نیز شناخته می‌شده‌است که تا سال ۱۹۵۵ این حکومت به حیات خود ادامه داد و توسط پاکستان تصرف و پایان یافت. انگلیسی‌ها پس از شکست ناپلئون بناپارت در مقابل روسیه که به احتمال حملهٔ فرانسه به هند پایان می‌داد، درصدد برآمدند تا با جداکردن بخش‌هایی از شرق ایران و ایجاد منطقهٔ حایل، از حملهٔ احتمالی روسیه به هند نیز در امان باشند. انگلیس پس از جداسازی افغانستان از ایران، طبق معاهدهٔ پاریس که در سال ۱۸۵۷ به امضای طرفین رسید، فردریک جان گلدسمید را مأمور تعیین مرزهای خانات بلوچ کرد. گلدسمید نیز در ۱۸۷۱ مرزهای ایران و بلوچستان انگلیس را از خلیج گواتر تا کوهک معین کرده و برای تصویب نهایی به ناصرالدین‌شاه قاجار تسلیم داشت.

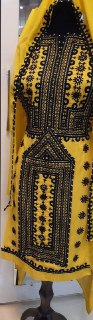
سیاه دوچ یا سیاه دوز یکی از انواع سوزن دوزی بلوچی است که روی لباس زنان بلوچ انجام می‌شود

- سیاه دوچ یا سیاه دوز یکی از انواع سوزن دوزی بلوچی است که روی لباس زنان بلوچ انجام می‌شود

### دوره پهلوی

هنگام به حکومت رسیدن رضاشاه، قوای دولتی حکومت وقت به فرماندهی امان‌الله جهانبانی در سال ۱۳۰۷ به بلوچستان اعزام و لشکر کشی می‌کنند و بعد از درگیری با دوست محمد خان (حاکم وقت بلوچستان) و نیروهایش موفق می‌شوند آنها را شکست دهند. و بعد از آن بلوچستان تحت نظر حکومت مرکزی اداره می‌شود و حکومت سرداران و خوانین محلی بلوچ به پایان می‌رسد. امان‌الله جهانبانی خاطرات خود را در این مورد در کتابهایی با عنوان عملیات قشون در بلوچستانُ و در کتابی دیگر به نام سرگذشت بلوچستان و مرزهای آن منتشر کرده‌است.
جنگ جهانی اول و مبارزه سرداران بلوچ با انگلیسی‌ها:
در نخستین روز اکتبر سال ۱۸۷۷ ژنرال ریجنالد ادوارد هری دایر به بهانه همکاری سرداران بلوچ با قوای آلمانی به بلوچستان حمله کرد. هنگامی که کمپانی هند شرقی بر هند و پاکستان امروزی مستولی شد و منطقه کلات و بلوچستان پاکستان به تصرف انگلیسی‌ها درآمد، سرداران بلوچ برای اهداف استعماری انگلیس مانع‌تراشی می‌کردند. آنها با حمله به کاروان انگلیسی‌ها مانع حضور انگلیس در سرحد بلوچستان شده بودند. در این زمان انگلیس به فکر کشیدن خط آهن به بلوچستان ایران بود. مهم‌ترین سرداران بلوچ که با انگلیسی‌ها جنگیدند سردار جمعه خان اسماعیل‌زهی، سردار خلیل خان گمشادزهی در منطقه گشت و سردار جنیدخان یار احمدزهی بودند. جنگ‌های این سرداران بلوچ با قوای انگلیس منجر به کشته شدن بسیاری از نیروهای انگلیسی شد در نبردی که بین نیروهای جمعه خان با انگلیس در شمال زاهدان کنونی روی داد بیش از ۷۰ انگلیسی کشته شدند. در نبرد دره نالک در نزدیکی روستای سنگان نیز بیش از ۳۳۰ انگلیسی به قتل رسیدند. هری دایر ماجرای جدال خود با بلوچ‌ها را در کتابی به نام «مهاجمان سرحد» که درسال ۱۹۲۱ در لندن انتشار پیدا کرد به چاپ رساند.

## فرهنگ و هنر
چند ویژگی شاخص که قوم بلوچ را متمایز می‌سازند عبارتند از:
۱ـ میارجلی (پناهنده پذیری) پناه دادن مظلوم و محافظت تمام و کمال از او
۲ـ قول و قرار چنان به خوش قولی معروف هست که حاضر است سرش برود ولی قولش برقرار بماند
۳ـ مهمان نوازی یکی از مشهورترین ویژگی‌های این قوم آریایی هست
۴ـ حشر و مدد کمک و یاری همسایه و دوست و غریبه به بهترین نحو به‌طوری‌که همه اهالی منطقه جمع شده و به صورت مجانی برای کسی کاری انجام می‌دهند ۵ـ بجار
۶ـ چَنَده: درصورت نیاز مادی کسی همه مردم جمع شده و برای او چیزهای نقدی و غیر نقدی جمع‌آوری می‌کنند
۷ـ بْیـِر یا انتقام همیشه زبانزد خاص و عام بوده که هیچ وقت اجازه نمی‌دهند کسی به آن‌ها ظلم روا بدارد و آن‌ها انتقام خودرا نگیرند
۸ـدیوّان نشان از اتحاد دارد که همیشه مجالس هم فکری و اتحاد دارند

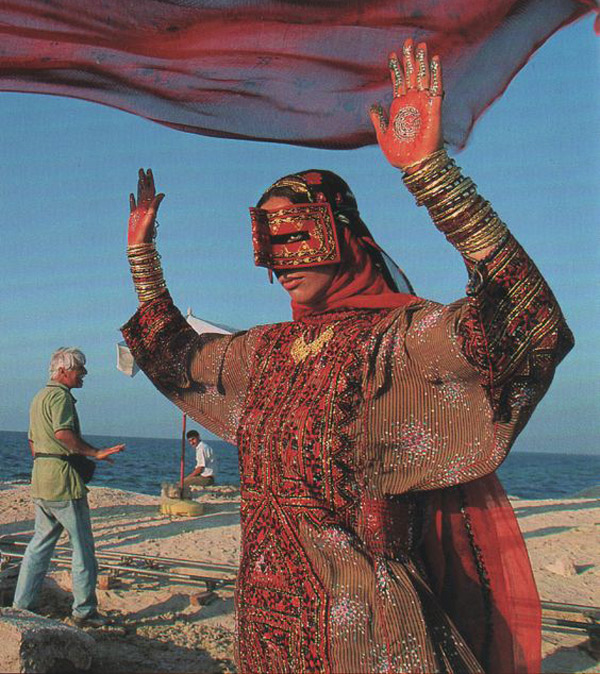
بانویی در لباس قدیمی بلوچی (کیش)

۹ ـ پتّر ۱۰ـ پوشاک

### صنایع دستی
صنایع دستی بلوچ با ابزار طبیعی و مطابق با اقلیم بلوچستان انجام می‌شود. حصیربافی- سفال سازی- سوزن دوزی بلوچی (بلوچی دوزی)- سکه دوزی و خامه دوزی از مهم‌ترین هنر زنان و مردان بلوچ است.
سفال «کلپورگان» آوازه جهانی دارد و روستای کلپورگان، به عنوان تنها موزه سفال زنده جهان ثبت جهانی یونسکو است قدمت انجام این سفال به هزاران سال قبل از میلاد برمیگردد که توسط زنان بلوچ تنها با دست و بدون چرخ سفالگری انجام و نسل به نسل تا به الان منتقل شده‌است. حصیربافی با برگ‌های درخت خرما انجام می‌شود و محصولاتی مثل سبد کلاه جانماز حصیر سفره و بقیه وسایل تزیینی و خانگی تولید می‌شود. سکه دوزی برای تزیین انجام می‌شود و معمولاً به شکل تزیین اطراف آینه و تابلو، روتختی و… به کار می‌رود.

از جمله آثار فرهنگی و محصولات هنری زیبا و ظریف زنان بلوچ سوزن‌دوزیاست. سوزن‌دوزی بلوچی دارای مهر اصالت از سازمان یونسکو می‌باشد و در فهرست میراث معنوی کشور نیز ثبت شده‌است زیبایی هنر سوزن‌دوزی بلوچ به این است که در زندگی روزمره مردمان آن دیار کاربرد روزانه دارد و با وجود گذشت سالیان دراز و رفت‌وآمد مدهای متنوع لباس همواره جایگاه خود را در فرهنگ مردمان بلوچ حفظ کرده‌است. این هنر تقریباً در بین تمام نقاط استان سیستان و بلوچستان و توسط زنان بلوچ انجام می‌شود. هر دختری که متولد می‌شود از همان زمان نوجوانی این هنر را از مادرش و نزدیکانش فرا می‌گیرد و هزاران سال است بدین شکل نسل به نسل منتقل شده‌است و تا به الان پایدار مانده‌است. انواع مختلف سوزندوزی براساس طرح و نوع دوخت آن به چوتل‌دوزی (جوک(- پلیوار دوزی- پرکار دوزی- سیاه دوچ- دمن دوچ- فنوچی - محسوم - شیرازه- کلا - جالار - دلکش (طرح هشت گلبرگی) و… تقسیم‌بندی می‌شود

لباس بلوچی زنانه -مدل زی استین سوزن دوزی

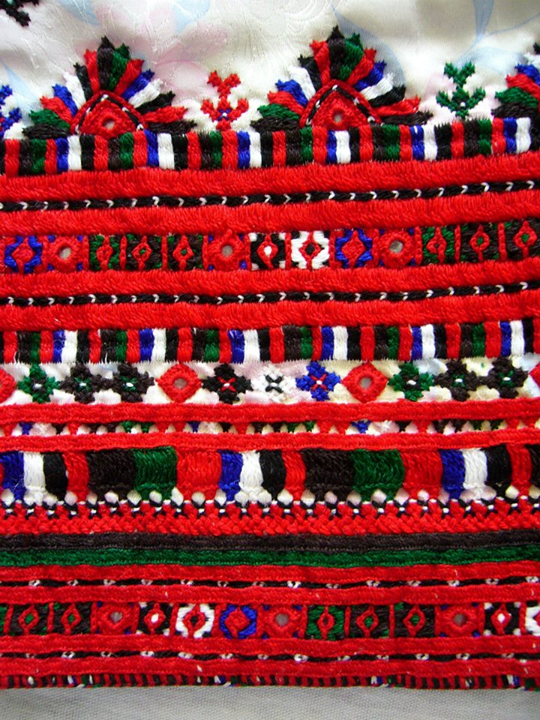
لباس زنان بلوچ منقوش به سوزن دوزی است

سوزن دوزی بلوچی مدل پرکار

سوزن دوزی بلوچی-مدل پلیوار و اینه دوزی

یکی از پیراهن‌های فرح دیبا که در موزه پوشاک سلطنتی در موزه سعد آباد تهران در معرض نمایش عموم است محصول سوزن‌دوزی زیبای زنان بلوچ بر روی آن است. اوج استفاده از هنرهای ایرانی در دهه‌های چهل و پنجاه رخ داد. در این راستا مهر منیر جهانبانی به واسطه آشنایی با سرزمین بلوچستان و هنر سوزن‌دوزی آن، نقش بیشتری را ایفا کرد. او باعث آشنایی فرح دیبا با هنرسوزن‌دوزی بلوچ شد و بازدید وی از بلوچستان را رقم زد. فرح علاقه زیادی به هنرهای دستی ایرانی داشت قبل از برگزاری جشن‌های ۲۵۰۰ ساله پارچه‌ها و نخ‌های زیادی که در میان آن‌ها گلابتن‌هایی از نوع زرین و سیمین نیز موجود بود، به سمت ایرندگان (شهری که به واسطه برخی از دوخت‌های پرکار سوزندوزی بسیار معروف شد) سرازیر شد و خانم جهانبانی آن‌ها را بین استادان معروف سوزندوزی همچون مهتاب نوروزی و مهناز جمال‌زهی و … تقسیم کرد تا بین شاگردان خود توزیع کنند و ماحصل آن تولید چند دست لباس فاخر برای تمام اعضای درجه یک خاندان پهلوی و هدایایی برای مهمانان جشن‌های ۲۵۰۰ ساله همچون کراوات، کوسن دستمال سفره و … بود که به مجموعه رویال معروف شدند. مهتاب نوروزی، زن فقید هنرمند بلوچ خیاط و سوزن‌دوز و طراح لباس‌های زیبای دست دوز فرح بود.

### زرگری و زیورالات سنتی
زیورآلاتی را که استادانه منقوش و مزین به نگین‌های گوناگون شده‌اند، هنر دست صنعتگران ماهر و حاذقی است که به بلوچی اُستا یا اسا (استاد) نامیده می‌شوند. تاریخچه هنر زرگری دقیقاً مشخص نیست؛ ولی می‌توان آغاز این هنر را همزمان با پیدایش هنرهای سنتی دیگر دانست. در جامعه طبقاتی بلوچستان، زرگری حرفه خاص طبقه و طایفه ای ای به نام اُستا کار یا اسا کار است که کسب وکارشان از این هنر بوده ونسل در نسل به حرفه زرگری مشغول بوده‌اند. نقش و نگارهایی که زرگران بلوچ بر روی زیورآلات (زنانه) کار می‌کنند بیشتر الهام گرفته از طبیعت و شاخه و برگ‌های درختان است. این تشابه بین نقوش را در هریک از هنرهای دیگر چون منبت کاری، تذهیب و قالی بافی می‌توان دید و ارتباطی است فطری با طبیعت. بعضی از نقش و نگارها و نقوشی که انسان‌های اولیه بر روی سنگ‌ها و دیواره غارها حک کرده‌اند، در این آثار دیده می‌شود.
تقسیم‌بندی زیورآلات بلوچ: ۱- زیورآلات سر و مو ۲- زیورآلات گوش ۳- زیورآلات بینی ۴-گردنبندها و سینه ریزها ۵- زیورآلات دست ۶- زیورآلات پا
زیورآلات سر و مو
1. مودیگ(moudig): قطعه‌ای استوانه یا خمره‌ای از جنس نقره است که از دو طرف سوراخ شده و منقوش به طرح ماه، ستاره، شاخ و برگ و آن‌ها را چون دانه‌های تسبیح در موی بافته شده قرار می‌دهند ودور رشته موی بافته شده را بهم متصل کرده به پشت سر می‌اندازند.
2. سر مودی(sar moudi): شکل، نقش و جنس آن مانند مودیگ است، با این تفاوت که بزرگ‌تر از مودیگ و تنها یک عدد است و برای اتصال دو رشته موی بافته شده به کار می‌رود.
3. کید(keid): این قطعه که به کید صدی هم معروف است در ناحیه پیشین سر و روی موها قرار می‌گیرد و به شکل قطعاتی گرد یا شش یا هشت ضلعی کوچک طلایی مزین به نگین‌های فیروزه و یاقوت است. این نوع کید، زیورآلات عروس هاست و زن‌های دیگر نیز جهت شرکت در جشن‌های عروسی و مهمانی از آن‌ها استفاده می‌کنند.
4. کید دُر(keide dorr): به همان صورت کید است و از جنس طلا، با این تفاوت که خیلی ساده‌تر و باریک‌تر است و نگین و قطعه شمس در قسمت وسط ندارد و در همه حال مورد استفاده قرار می‌گیرد تا نگه دارنده دُرها باشد.
5. شمس: همان قطعه ای است که در وسط کید قرار می‌گیرد. از این قطعه به صورت جداگانه در حالی که به زنجیر و گیره ای متصل است می‌توان استفاده کرد و از وسط فرق سر بر روی پیشانی آویزان نمود.
6. سربند یا پَتّی(patti): دایره‌هایی طلایی مزین به فیروزه و یاقوت دوخته شده بر پارچه در دو ردیف است که مانند یک تل برای نگه داشتن موها بکار می‌رود و در انتهای آن دو بند دارد که پشت سر گره می‌خورد و دقیقاً زیر کید قرار می‌گیرد.
7. چنگک یا چانک(cank): گیره کوچک مخصوصی است از جنس طلا یا نقره که به وسیله نخی گوشواره‌ها را به موهای سر محکم می‌کند و حافظی است برای گوشواره. همچنین برای کسانی که کید یا دُر ندارند عمل کید را انجام می‌دهد و از پارگی نرمه گوش جلوگیری می‌کند.
8. ِچکّا یا سنجاک سر: قطعه طلایی است به صورت نیم دایره تراشکاری شده مزین به نگین‌های فیروزه، مروارید و الماس به صورت سنجاق سینه که با گیره و حلقه ای در یک طرف سر روی موها محکم می‌شود و عملاً مانند پنس یا گیره است و برای جلوهٔ موهای سر و نگهداری موها در پشت گوش به کار می‌رود.
9. پور: زیوری است که آن را به وسیله گیره‌ای که متصل به موها است بالای چشم‌ها آویزان می‌کنند.
10. چُلمُب: قطعه‌ای گنبدی شکل از طلا که با مهره‌هایی چون مروارید، فیروزه و یاقوت در اطراف و یک یاقوت در وسط است که بجای گوشواره، با حلقه یا گیره ای در کنار گوش و در انتهای کید آویزان می‌شود.

زیورآلات گوش
1. دُر(dorr): نوعی گوشواره نسبتاً سنگین و بزرگ است به شکل قپه ای از طلا که به دو صورت ساده و منقوش ساخته می‌شود.
2. جومکا یا جومکه: نوعی گوشواره با نقش و نگار و مزین به نگین‌های یاقوت به سبک گوشواره‌های هندی و یک جفت است.
3. کرتی یا بادی: یک جفت حلقه طلایی تراشکاری شده منقوش و مزین به نگین‌های یاقوت است که برای هر گوش یکی از آن‌ها استفاده می‌شود و جای آن در سوراخ بین لاله و نرمه گوش است. زنجیری هم دارد که دور تا دور آن را می‌گیرد و در داخل حلقه‌های بادی محکم می‌شود. اخیراً زنجیر آن به طرف پایین آویزان می‌گردد.
4. نالُک(nolak): گوشواره‌ای است از جنس طلا به شکل هلال ماه که در وسط آن نگین الماس یا یاقوت یا فیروزه نصب می‌شود. هر نالک از چهار هلال تشکیل شده و یک جفت آن هشت هلال دارد و در جای والی آویخته می‌شود.
5. والی: حلقه‌هایی ساده و بدون نقش و نگین از طلا که معمولاً چهارتا شش جفت آن‌ها در حاشیه غضروفی لاله گوش آویزان می‌شود.
6. کُنَّل(kunnal): شکل آن تقریباً مانند والی است.
7. گُنبدو(gonbodo): گیره ای است طلایی یا نقره ای که بین گوش و چشم و زیر بناگوش آویزان می‌شده‌است.

زیورآلات بینی
1. پلوه(poluh): زیوری طلایی که در غضروف بین دو سوراخ بینی قرار می‌گیرد. شکل آن مانند قفلی است بیضی شکل با نگین نسبتاً بزرگی از فیروزه که هنگام آویزان شدن دقیقاً بر روی لب قرار می‌گیرد ولی به علت سنگینی آن جزو زیورآلات همیشگی قلمداد نمی‌شده و بیشتر در مراسم شادی از آن استفاده می‌کردند که امروزه فقط برخی زنان مسن از آن استفاده می‌کنند.
2. پُلّک(pollok): زیوری از جنس طلا به شکل سکه که گاهی با نگینی از یاقوت یا فیروزه تزیین می‌شود و گاه به شکل گلی با گلبرگ‌های ظریف، تراشکاری می‌شود و با گیره ای در سوراخ پره بینی قرار می‌گیرد.
3. لانتی یا تاج پولی: زیوری از جنس طلا، منقوش و تراشکاری شده مزین به نگین‌های یاقوت و الماس بوده که در سوراخ پره بینی می‌انداختند. لانتی به زنجیرِ گیره داری متصل بود و این زنجیر را از وسط پیشانی یا کنار صورت از میان چشم و گوش به طرف سر برده و به موها متصل می‌کردند.
4. لرزونک یا پُلُّک لرزونکی: نوعی پُلُّک ولی بزرگ‌تر از آن که دور آن زنجیرهایی داشته و گاهی در انتهای آن مروارید یا فیروزه یا یاقوت آویزان و در داخل پره بینی می‌انداختند و چون هنگام راه رفتن یا حرکت گردن، زنجیرهایی که روی پره بینی قرار داشت می‌لرزیدند به این نام معروف شده‌است.

گردنبندها و سینه ریزها

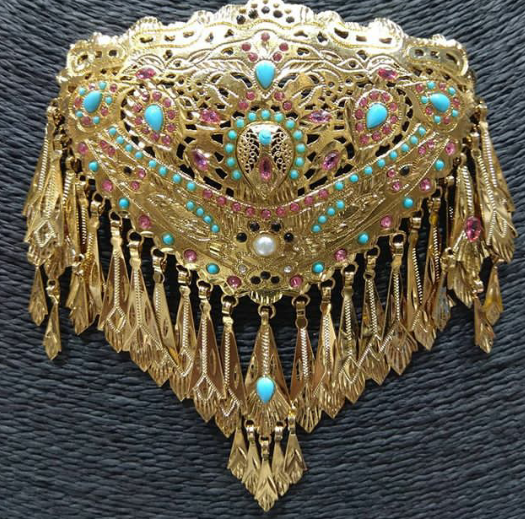
سینه ریزدر زبان محلی سنجاک یا تاسنی گفته می‌شود- نماد هنر زرگری مردم بلوچ است. در سنجاق مدل سراوانی یاقوت و فیروزه به کار می‌رود. زنان برای بسته شدن شکاف یقه لباس از ان استفاده می‌کنند. نوع طلا وبزرگی و کوچکی ان به وضع مالی زن بستگی دارد.

1. تاسِنی یا سِنجاک (سنجاق): از جنس طلا و یکی از زیباترین و خوش نقش‌ترین زیورآلات زنان بلوچ است که در قالب فرم نیم دایره دندانه دار با برگ‌های نازک طلایی در حاشیه و نگین‌های فیروزه و یاقوت بر سطح آن ساخته و جلوی پیراهن در قسمت سینه نصب می‌شود.
2. کَپَکو(kapaku): همان گلوبند است با این تفاوت که قطعات طلای آن به شکل مخروطی یا نیم دایره اند. این قطعات روی پارچه سیاه رنگی به اندازه دور گردن دوخته می‌شوند. نوک هر نیمکره یا مخروط به صورت یک در میان با نگین‌های یاقوت و فیروزه تزیین می‌شود.
3. موُرت: گردنبندی است از بافته‌های مروارید و فیروزه همراه با قطعات طلایی در دو ردیف که پایین‌تر از کپکو به گردن بستته می‌شود و گاه به تنهایی استفاده می‌شود.
4. تِکّ یا رِدوی(redui): سینه ریزی است که قطعات آن به شکل سکّه کامل یا ماه کامل است و گاهی به آن ماه هم می‌گویند. تعدادی از این سکه‌های مزین به نگین را به رشته‌ای بافته شده از مروارید می‌کشند وپشت گردن با نخی محکم می‌بندند.
5. زُباددان: یکی دیگر از گردنبندهاست، از جنس طلا و گاهی نقره که قسمت اصلی آن قطعه ای استوانه شکل بود که دَرِ آن از یک طرف بازو بسته و برای نگهداری عطر استفاده می‌شده‌است.
6. تأیید یا جا قرآنی: نوعی گردنبند از نقره یا طلا است که قطعه اصلی آن به اندازه کف دست و به‌صورت مکعب مستطیل بوده و از یک طرف باز و بسته می‌شود. در داخل آن قرآن کوچک یا دعا قرار می‌دادند و در گذشته زنان بلوچ سند ازدواج خود را درون آن می‌گذاشتند و با زنجیر به گردن می‌آویختند.
7. کجکول (کشکول): زیوری کاسه گونه و طلایی است که به تنهایی استفاده نمی‌شود، بلکه در وسط تک (ردوی) قرار گرفته و همراه باآن استفاده می‌شود.
8. هار بادام: گردنبند بزرگی از جنس طلا است که قطعات ریزی به شکل بادام‌های کوچک درسراسر گردنبند وجود دارد.
9. سرزیهی یا سرجیگی: زِیه یا جیگ به معنای جلو پیراهن (پیش سینه) است. سرزیهی از جنس نقره است که آن را با سنجاق قفلی جلوی پیراهن آویزان می‌کنند.
10. روچ (خورشید): روچ زیوری است که اغلب دز زیر ماه (تک) روی سینه آویخته می‌شود.
11. تُسک: این زیور شامل یک ردیف سکه‌های طلایی است که در گذشته زنان بلوچ به گردن می‌آویختند.

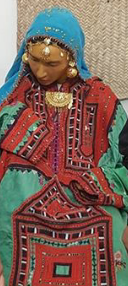
زن بلوچ زیبنده به زیورالات بلوچی با لباس سنتی- موزه سرباز کلات

۱۲- جَوَکّ: مانند گلوبند به گردن آویخته می‌شود و روی سینه قرار می‌گیرد.
زیورآلات دست
1. چَلّه یا مُندریک (انگشتر): انگشتری است از جنس نقره یا طلا با تزیینات تراشکاری و نگین‌های یاقوت، فیروزه، عقیق و…
2. پنجه یا پنجه ای: پنجه دو تا پنج انگشتر از طلا است که هر انگشتر به زنجیری متصل بوده و این زنجیرها در پشت دست به قطعه ای طلایی به شکل قلب یا نیم کره که با نگین‌های یاقوت مزین شده متصل می‌شوند. این قطعه توسط زنجیری به یک دستبند متصل و دور مچ محکم می‌شود.
3. چودی (دستبند): دستبند پهنی است از جنس نقره یا طلا که توسط قفلی باز و بسته می‌شود.
4. گَبّ (النگو): النگویی نقره ای است که اکنون به فرم ظریف تر و با نقش و نگار متنوع تر و به تعداد بیشتری از جنس طلا ساخته و در دست می‌کنند.
5. دستونک: زیوری که روی مچ دست بسته می‌شود و به شکل مهره‌هایی شامل یاقوت، فیروزه، مروارید، عقیق و… است و این دانه‌ها را مانند دانه‌های تسبیح به نخ می‌کشند و دور مچ دست می‌بندند.
6. سَنگه یا سَنگو: النگویی از نقره و توخالی است که داخل آن سنگریزه یا ماش یا گلوله‌های خیلی ریزفلزی می‌ریزند تا هنگامی که دست حرکت می‌کند صدا ایجاد کند. این زیوربالای آرنج قرار می‌گیرد.
7. باهوبند (بازوبند): باهوبند زیوری از جنس نقره و توخالی است که داخل آن نیز، سنگریزه می‌ریزند ولی دو سر آن به هم وصل نیست.

زیورآلات پا
1. کندگو(kandagoo): حلقه‌های ساده مارپیچ یا جدا از هم بدون نگین از جنس طلا که دوتا چهار حلقه از آن را در دو انگشت کناری انگشت شصت پا می‌کردند.
2. پادیگ یا پای آورنجن یا خلخال: زیوری به شکل حلقه ای از طلا یا نقره و امثال آن که در پای کنند.
3. پازیب: از جنس طلا به صورت زنجیری است به اندازه دور مچ پا که دور تا دور این زنجیر قطعات برگ مانندی آویزان است و به وسیله دو گیره که در هم محکم می‌شوند به مچ پا محکم می‌گردد.

امروزه زیورآلات بلوچ همچون بسیاری از هنرهای این منطقه درحال منسوخ شدن و فراموشی است و در مناطق محدودی از آن زیورسازی بلوچ و به شیوه ای سنتی انجام می‌شود. زرگری در سه شهرستان ایرانشهر، سراوان و چابهار بیشتر از بقیه مناطق بلوچ نشین رونق دارد. در گذشته استادکاران هر منطقه مبدع سبکی با نام همان منطقه بوده‌اند؛ مثلاً زرگران سراوانی زیوری به نام سنجاک (سنجاق) می‌ساختند با شیوه یا به اصطلاح خود «جنگ»(= سبک) سراوانی یا زرگران ایران شهری همین سنجاق را می‌ساختند با سبک یا «جنگ» ایرانشهری و…

سنگ نگاره‌های روستای ناهوگ در-سراوان- بلوچستان

## شعر، موسیقی و رقص
موسیقی سنتی بلوچستان یادگاری از دوره‌های مختلف فرهنگ و تمدن ایران زمین است، موسیقی قوم بلوچ درزندگی شان مراسم غم شادی‌ها و روایت افسانه‌ها و اسطورهای باستانی و قدیمی شان از جمله داستان های هانی و شیخ مرید، میر چاکر رند، گِسِّدُک، اشکش بلوچ و دودا و حماسه بالاچ در هم آمیخته‌است موسیقی در بلوچستان آیین‌های گوناگون دارد و با فرم‌ها و گونه‌های مختلفی انجام می‌شود

### انواع موسیقی در بلوچستان
لیلو (لالایی)، موتْک (مرثیه)، اَمبا (آوازهای دریانوردان)، نازینْک (آواز زنان در مراسم شادی)، غزل خوانی دراویش صاحبان، ذکرهای گُواتی و مالد (پیرِ پَتَّر)(مراسم موسیقی‌درمانی)، سَوْت (ترانه‌های شاد مراسم عروسی)، لیکو، شپ تاکی (مولودی خوانی)، زهیروک (دلتنگی‌های عاشقانه غم و هجران) و شِئر (روایت‌های حماسی مذهبی، تاریخی و عاشقانه) مجموعه انواع آیین‌های موسیقی بلوچ است. شئر به معنای روایت‌ها و منظومه‌های شفاهی قوم بلوچ است و شائر به معنای خوانندهٔ قدرتمندی است که این روایت‌ها را به آواز و به خوبی و با قدرت می‌خواند.
۱- آیین موسیقی ـ درمانی بلوچستان (گوات و ذکر):
اعتقاد به وجود نیروهای مرموز و ماوراءالطبیعه در تمام مناطق ساحلی جنوب ایران وجود دارد. در بلوچستان، این نیروها را «گوات» می‌نامند و گواتی بیماری است که گرفتار گوات (باد) شده‌است. مراسم گواتی نیز آیین ویژه‌ای است که در آن گوات را مهار می‌کنند گواتی به بیماری می‌گویند که گرفتار «گوات» یا «باد» شده باشد و مراسم و آیین گواتی، مراسمی است که برای مهار این «باد» برگزار می‌شود. این مراسم به صورت‌های مختلف در نواحی بلوچستان برپا می‌شود و سازهای مورد استفاده در آن عبارتند از تمبورک، سرود (قیچک)، دونَلی و دُهُلک. مالِد (پیرِ پَتَّر) مراسمی آیینی است که در آن ذکرهایی در ستایش خدا و مدح رسول (ص) و نیز ذکر و مناجات و غزل و مدح امامان و مشایخ خوانده و گفته می‌شود توسط خلیفه (رهبر مراسم) خوانده می‌شود و مریدان جواب می‌دهند /در این مراسم مراسم آیینی ـ درمانی است که همراه با اجرای حرکت‌های موزون توسط گروه پُرخوانی و نوای دوتار به منظور بیرون راندن ارواح بدنهادی که روح و جسم بیمار را آزرده‌اند، اجرا می‌شود
1. آیین حماسی شرواندی: آن را رفیع‌ترین و کامل‌ترین جلوهٔ موسیقی حرفه‌ای بلوچی می‌دانند. این گونهٔ موسیقی به بلوچی، در مُد (زَهیریگ)های متنوع و در قالب سه فرم متناوب خوانده می‌شود: مِلیزما یا تحریر (الحان بدون وزن)، دکلمه (دبگال)، و ریتُرنِلو یا ترجیع (که به آن شرواندی می‌گویند). در حاشیهٔ اشعار حماسی، غنایی یا مذهبی اصلی، خوانندهٔ حماسی‌خوان (شرواند، پهلوان یا شئرگو) غزل‌های صوفیانه‌ای را نیز به فارسی می‌خواند. شرواندی نیازمند مهارت بالای آوازی و گسترهٔ صدای وسیع، از برداشتن یک کارگان گستردهٔ شعری و ملُدیک، و داشتن دانش کاملی دربارهٔ مُدها یا همان زهیروک‌ها است. از این رو حماسی‌خوان‌ها انگشت‌شمارند، درست مثل سرودنوازانی که می‌توانند آنها را همراهی کنند. فقط در منطقهٔ مکران، در دوسوی مرز میان جنوب پاکستان و ایران می‌توان آنها را یافت..»
2. صوت و نازینک: نوعی موسیقی با آهنگ‌های شاد و نشاط انگیزاست که با ترانه و آواز همراه می‌شود. ترانه‌های همراه این موسیقی متنوع بوده و پیرامون مفاهیم عاشقانه و زیبای طبیعت و حکایت ازشور و نشاط عشق و جوانی دارد. هانی و شی مرید (شیخ مرید) مشهورترین داستان عاشقانه بلوچستان است که مردم محلی براساس آن ساز و آوازهای زیادی را خوانده و نسل به نسل منتقل کرده‌اند.
3. موسیقی سهت :یکی دیگر از انواع موسیقی است که از سوی زیور آلات زنان بلوچ نواخته می‌شود.

۵-لیکو و زهیروک:زهیروک و لیکو شکل دهنده بسیاری از نمونه‌ها و فرم‌های موسیقی مکران و نیز موسیقی غم و هجران و دلتنگی است. زهیر در بلوچی به معنی دلتنگی است آواز و شعر و موسیقی برآمده از دلتنگی را زهیروک می‌گویند لیکو مشابه زهیروک است، لیکونمونه شعرفولکلور بلوچ است که در زمره ادبیات شفاهی قرار می‌گیرد. چون به صورت مکتوب نیست و شاعرهای لیکو گم نام و نامشخص اند. «لیکو» تک بیتی است در وزن هجایی که با همراهی سازِ سروز یا سرود (قیچک) خوانده می‌شود. لیکو‌ها در واقع رباعی‌هایی با مضامین عاشقانه اند که وزن و آهنگ مخصوصی دارند و با موضوع یکسان می‌آیند
۶-نعت و غزل: یا همان موسیقی عرفانی بلوچستان است که در آن اشعار عرفانی از مولانا، حافظ، جامی، خسرو دهلوی، شیخ عثمان مروندی معروف به قلندر لعل شهباز و اشعار عرفاً و شعرای محلی سراوان که اکثراً از بزرگان روستاهای پیر آباد و دهک هستند، به کار می‌رود.

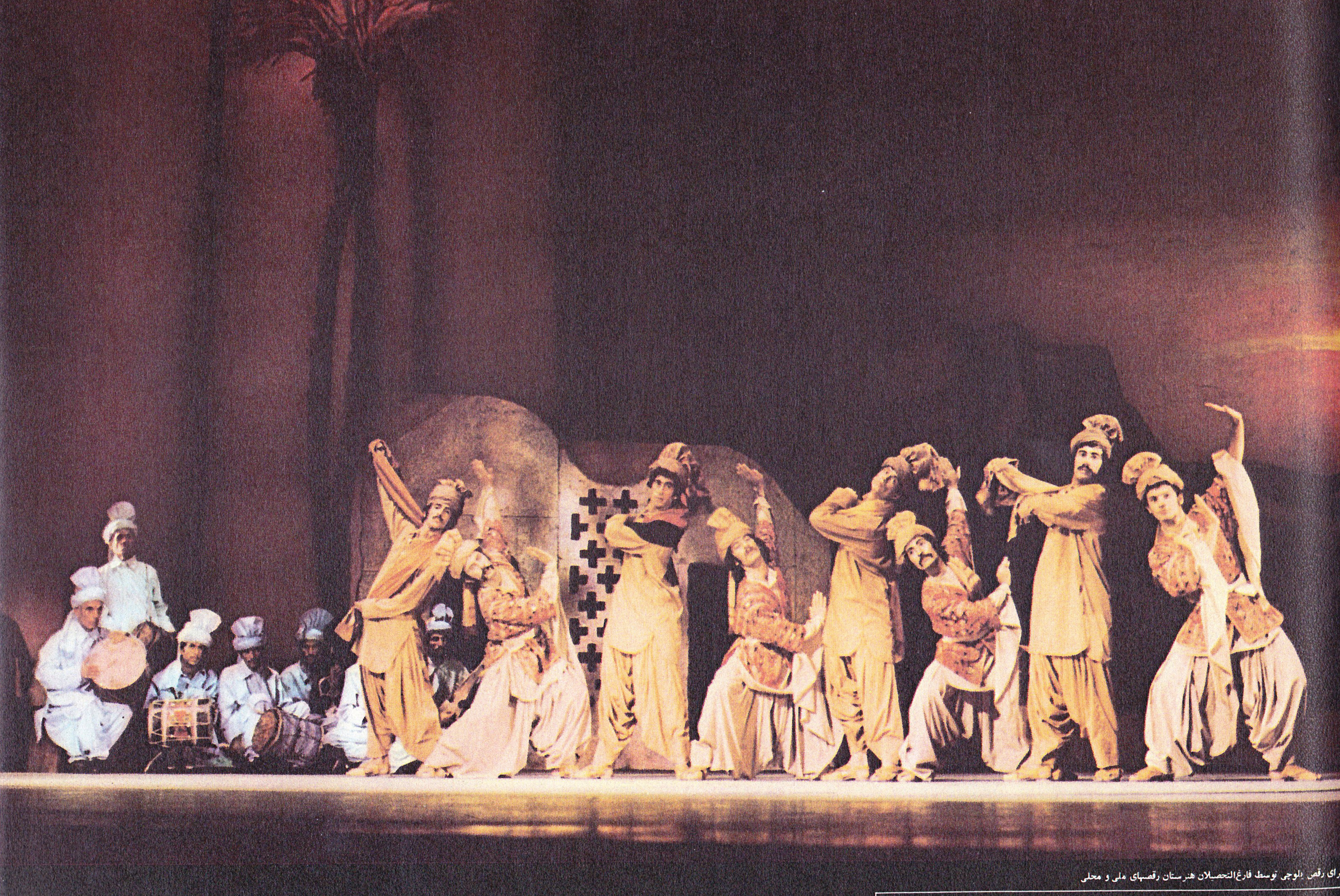
رقص وموسیقی بلوچی در تالار رودکی ۱۳۵۴

منطقه بلوچستان به سبب وسعت جغرافیایی، پیچیدگی زبان و گویش‌های بلوچی و نیز آیین‌ها و آداب و رسوم متنوع، موسیقی و ادبیات شفاهی گسترده و پیچیده‌ای دارد. آیین مالِد (پیرِ پَتَّر) متعلق به مَکُّران است؛ آیین گُواتی بسیار به‌ندرت درمنطقهٔ سرحد؛ و مراسم دراویش نقشبندیهٔ صاحبان در اطراف سراوان برگزار می‌شود؛ دراویش قادریه در مناطق ساحلی مَکُّران حضور داشتند و مهم‌ترین نوع موسیقی بلوچستان امروزی، یعنی «شائری» در ایرانشهر تا ساحل چابهار متداول بود. زهیروک بیشتر در مکران و لیکو در سرحد ومکران انجام می‌شود. زهیروک و لیکو شناسنامه فرهنگی قوم بلوچ است.

### سازهای رایج در موسیقی بلوچی
سازهای رایج در موسیقی بلوچی عبارت‌اند از:سرود (قیچک)، تَمبورک، نَل (نِی)، بنجو، چنگ، سیمرغ، طشت و کوزه، دوکر و دُهلک.
۱-قیچک:به بلوچی ساز سرود گفته می‌شود تنها ساز زهی آرشه‌ای است. کاسه طنین آن شبیه به لنگر کشتی است که وارونه شده باشد. دو سوراخ صوتی بزرگ روی کاسه طنین و در قسمت فوقانی آن وجود دارد. قسمت تحتانی کاسه طنین که نیم دایره کوچکی را تشکیل می‌دهد پوست دارد. این دو قسمت به وسیله دو فرورفتگی بیضی شکل در دو طرف بدنه طنین مشخصا از هم جدا هستند. خرک روی قسمت تحتانی کاسه طنین، کج قرار دارد. به این ساز منگوله‌هایی نیز برای تزیین آویزان می‌کنند. سیم‌های قیچک با آرشه‌ای به نام «کمانک» نواخته می‌شود که موهای دم اسب است. قیچک و کمانک از چوب پرینک ساخته می‌شودساز و سرود در بلوچستان کیفیت‌های متفاوتی دارد از جمله اینکه شیوه نواختن موسیقی «سرحد» با شیوه نوازندگی منطقه «مکران» در جنوب بلوچستان متفاوت است و حتی یکی از سیم‌های ساز «قیچک» در منطقه «مکران» بیشتر از سازهای «قیچک» در منطقه سرحد است.
۲-تنبورک، : شباهت زیادی به سه تار دارد. در نوع موسیقی حماسی تنبورک نواز را پهلوان و در موسیقی عرفانی و صوت تنبورک نواز به تنبورکی مشهور است.
۳-دوکر(dokkor): را دهل نیز می‌گویند. این وسیله همیشه گروه را همراهی می‌کند و از این جهت ضرب را به خاطر می‌آورد، ولی با این تفاوت که ضرب را از یکسو می‌نوازند و دوکر را از دو طرف با ضربه‌های محکم بر پوست ضخیم می‌کوبند. دوکرنواز را دوکری می‌گویند. در مراسم شادی و عروسی نواخته می‌شود
۴-طشت و کوزه: از سازهای قدیمی بلوچستان است که هم‌اکنون رو به فراموشی رفته و به ندرت مورد استفاده قرار می‌گیرد.
۵-سیمرغ: سازی است که به تازگی از سوی استاد جمعه، در سراوان ساخته شده که صدای آن ترکیبی از صدای رباب، بنجو و تنبورک است.
۶-نی (نل): از دیگر ابزارهای موسیقی بلوچستان است که از چوب نی ساخته می‌شود. نوازنده آن را نلی می‌گویند و در موسیقی گواتی نیز از نی استفاده می‌شود. علاوه بر نوازندگی تک نی در بلوچستان دو نی نیز نواخته می‌شود که به آن دو نلی می‌گویند. نَل در گویش بلوچی مترادف با «نِی» و «دونَلی» به معنای دونِی یا نی‌های مضاعف است. این ساز متشکل از دو لولهٔ صوتی جدا از یکدیگر است. یکی از لوله‌ها نر و دیگری ماده نامیده می‌شود. لولهٔ ماده نغمهٔ اصلی را تولید می‌کند و لولهٔ نر صدای مبنا و و اخوان را.
۷-بنجو: این ساز در صده‌های قبل وراد بلوچستان شده‌است وهم اکنون ساز جدا ناپذیری در موسیقی بلوچ است.
از مهم‌ترین موسیقی دانان و خوانندگان بلوچستان که آوازه جهانی دارند زنده یاد دین محمد زنگشاهی، زنده یاد ماشا الله بامری، رستم میر لاشاری استاد شیرمحمد اسپندارو محمدعلی دلنوازو… نام برد. استاد شیرمحمد اسپندار، معروف‌ترین دونَلی نواز بلوچستان و ایران، مهم‌ترین و زیباترین مقام‌ها و آهنگ‌های بلوچی را نواخته‌است. تندیس او و نخستین دونلی درموزه تهران به یادگار گذاشته شده‌است. وی نواختن دونی را با نگاه کردن به انگشتان کسی که همزمان در دو نی می‌نواخته، فراگرفته است. در حال حاضر تنها نوازنده دو نی در ایران که در جشنواره پارسال و امسال جایزه ویژه جشنواره فجر را دریافت کرد متأسفانه شاگردی که کار وی را دنبال کند، ندارد. استاد دین محمد زنگشاهی موسیقی دان بلوچ کسی بود که نمایندگی ساز سرود یا قیچک، رباب منطقه سرحد (شمال سیستان و بلوچستان) را بر عهده داشت و می‌توانست این ساز را در حد کمال اجرا کند.

### رقص محلی بلوچی
رقص‌های بلوچی شامل دوچاپی، سه چایی، لنکی، کوپکو، لٹی چاپی (رقص چوب)، زهم سهبت (رقص شمشیر) و … است. رقصی به نام لیوا که با نواختن سرنا و دهل و لیوا و یک دهل کوچکتر در مراسم شادی برگزار می‌شود. به رقص محلی بلوچی دوچاپی گفته می‌شود (چاپ کلمه ای بلوچی است به معنای دست زدن و به رقص در بلوچی ناچ می‌گویند). دوچاپی نوعی موسیقی و حرکات موزون سنتی آیینین است که از گذشته‌های دور تاکنون در مناسبت‌های مختلف به ویژه جشن‌های شادی رواج داشته و در هنگام اجرا در برنامه‌های عمومی افراد از طبقات مختلف اجتماعی بدون در نظر گرفتن جایگاه و مقام و شغل در آن شرکت می‌کنند به همین سبب می‌توان از آن به‌عنوان آیینی همگانی تعبیر کرد که نوعی همبستگی فرهنگی و اجتماعی ایجاد می‌کند. گروه دو چاپی متشکل از تعداد زیادی افراد مختلف با طبقات اجتماعی متفاوت است که در هنگام اجرا با یکدیگر مشارکت دارند و معمولاً تعدادشان متغیر است و ۲ نفر دهلی (طبل‌زن) به همراه یک نفر نوازنده سرنا آنان را همراهی می‌کنند. (هم‌اکنون به دلیل کمبود نوازنده سرنا بجای آن در برخی اجراها دونلی نواخته می‌شود). در ابتدای اجرای این مراسم با نواختن سرنا افراد نیم دایره یا دایره تشکیل داده و همراه با آهنگ خاصی حرکات موزون خود را آغاز می‌کنند و رفته رفته طبال با زدن بر طبل بزرگ که مارساز گفته می‌شود به کمک سرنا زن یا دونلی نواز می‌رود و پس از آن تیمبوکی نوازنده طبل کوچکتر با کوبیدن بر طبل با ریتم خاصی آنان را همراهی کرده و افراد شرکت کننده در دایره را به وجد می‌آورند. با حرکات هماهنگ بین سرنا و طبل‌های کوچک و بزرگ حرکات منظم کف زدن و چرخش توسط گروه آغاز می‌شود و این حرکات آن‌قدر منظم می‌شود تا دو به دو رو به روی هم قرار گیرند و دست‌ها را برهم می‌زنند. در رقص دوچاپی اندک اندک ریتم ملایم این حرکات تند می‌شود و هنگامی‌که ریتم تندتر شد چهار چاپی شکل می‌گیرد.

## پوشاک
پوشاک سنتی بلوچی (بلوچی: جامگ، پوچ) برگرفته از تحولات تاریخی بزرگ بلوچستان و میراث قومی و هویت مردم بلوچ است.

### پوشاک مردان بلوچ
اسلام کاظمیه در کتاب جای پای اسکندر می‌نویسد: پوشش مردان بلوچ از چند بخش تشکیل شده‌است: پاگ (عمامه)، مسر (دستمال سر)، کلاه سوپی(عرق‌چین)، چکن دوز، لنگ، کرو، پاجامک(شلوار گشاد)، سرین‌بند (کمربندی برای شلوار) و کوش (کفش چرمی).
پاگ عمامه ای گرد که مردان بلوچ بر سر می‌بندند.
مسر یا دستمال سر - شبیه عمامه می‌بندند، ولی نه به آن نظم و بزرگی
سرپوش مردان به شکل قایق است که از پوست بره دوخته می‌شود و مخصوص افراد مرفه و دامادها است. نوع دیگر سرپوش، کلاه نخی است که از پارچه نخی دوخته می‌شود و روی آن را برای زیبایی با نقوش گوناگون سوزن‌دوزی می‌کنند.
چکن دوز کلاه دست‌دوزی شده اعیانی
جامگ، پیراهن مردانه است.
لنگ، پارچه ای که به دور گردن آویخته‌است.
شال، کت پشمی که زمستان می‌پوشند.
کرو، جوراب پشمی که زمستان می‌پوشند.
تن‌پوش مردان به شکل لنگ از پارچه مستطیل شکلی تشکیل شده که آن را بر روی دوش می‌اندازند. گاهی آن را مانند عمامه به سر می‌بندند.
شلوار مردانه را پاجامک می‌نامند. افراد مرفه آن را بسیار گشاد می‌دوختند به گونه‌ای که گاهی برای دوخت به ۳۵ متر پارچه نیاز بود.
پیراهن مردانه، کرته یا چارتکه نامیده می‌شود که آستین آن معمولاً مچ دارد. قد پیراهن در گذشته تا سر زانو بود، اما بلندی آن اکنون به ۱۰ تا ۱۵ سانتی‌متر زیر زانو می‌رسد.
کفش‌های بلوچ‌ها نیز به این شرح است:
کتوک نام یکی از پاپوش‌های مردان است که کف آن از چوب تشکیل شده و بندهایی از جنس پشم دارد.
نوک کفش‌ها به طرف بالا برگشته است و اهالی عقیده دارند که این کفش‌ها راه رفتن آن‌ها را راحت‌تر می‌کند.
بلوچ‌ها کفش‌هایی به نام چاوات (کفش سنتی) نبز می‌پوشند که در بلوچستان پاکستان یک صنعت خانگی بزرگ محلی محسوب می‌شود.
سواس و پوزار، همان «پاافزار» کفشی که با برگ خرمای وحشی می‌بافند.
لباس مردانه بلوچ سراپا سفید است. امروز جوانان لباس رنگی هم می‌پوشند.

### پوشاک زنان بلوچ
اسلام کاظمیه در کتاب جای پای اسکندر می‌نویسد: اصلی‌ترین عنصر لباس بلوچی زنانه سوزن‌دوزی و اصلی‌ترین عنصر سوزن‌دوزی، طرح‌ها و نقوشی هستند که روی پارچه دوخته می‌شوند. این طرح‌ها شامل نقوش انسانی، حیوانی، گیاهی و هندسی بوده و از میان آن‌ها نقوش هندسی متنوع‌تر از سایر طرح‌ها است و به وفور در سوزن‌دوزی‌های این منطقه یافت می‌شوند. گاهی بانوان بلوچی برای ایجاد تنوع، بر اساس ذوق و قریحه درونی خود تغییراتی ایجاد می‌کنند؛ اما اصل طرح و نقشه همان طرح‌های ثابت همیشگی است. نقش‌های ظریف‌تر را خودکار و نقش‌های درشتی که مرغوبیت نوع اول را ندارند، توئی می‌نامند.
پیش سینه (یقه)، پاندول یا گوامتان (جیب لباس)، آستین یا سرآستین، پادک یا پانچک(دمپای شلوار) مهم‌ترین بخش‌های لباس برای سوزن‌دوزی هستند. گاهی در سوزن‌دوزی از آینه هم برای تزئین بیشتر استفاده می‌شود.
لباس زنانه بلوچی شامل پنج بخش مختلف است. این لباس معمولاً همراه با جواهرات مختلفی مانند گوشواره، سینه‌رویز و دست‌بند و.. که آن‌ها دارای طرح‌های خاص بومی منطقه هستند، پوشیده می‌شود.
لباس بلوچی زنان شامل موارد زیر است:
پاجامک: نوعی شلوار گشاد و چین‌دار است. معمولاً افراد متمول آن را گشادتر می‌دوزند.
تکو: چارقد زنانه است
سریگ: نوعی روسری بزرگ به شکل مستطیل است که با پریوال‌دوزی تزئین می‌شود.
سربند: گل طلایی نگین دار که به پیشانی می‌آویزند.
در(dor)، گوشواره است و انواع مختلفی دارد: نالگ، چلمپ، دربجه، والی، باری، تک، پوللوگ.
پولوه، گل طلایی که به پره وسط بینی می‌آویزند.
کپگ یا خفتان، که به دور گردن چسبیده و مجموعه ای است از نیم کره‌های طلایی نگین دار، یا بی نگین، که بر روی یک رشته زنجیر طلایی با پارچه وصل شده‌است.
کید، حلقه یا زنجیرطلایی که بالای پیشانی، روی موی سر می‌بندند.
مزبری، بازوبند طلا یا نقره. اسم انواع دیگرش: گب و باهوبندسنگک، دستبند یا النگو
ریسوک، مو یا پشم بافته‌ای که دنبال موی سر می‌بافند.
پادیگ، خلخال نقره، که مجموعه‌ای از زنگوله هاست و هنگام را رفتن صدا می‌کند.

## نگارخانه

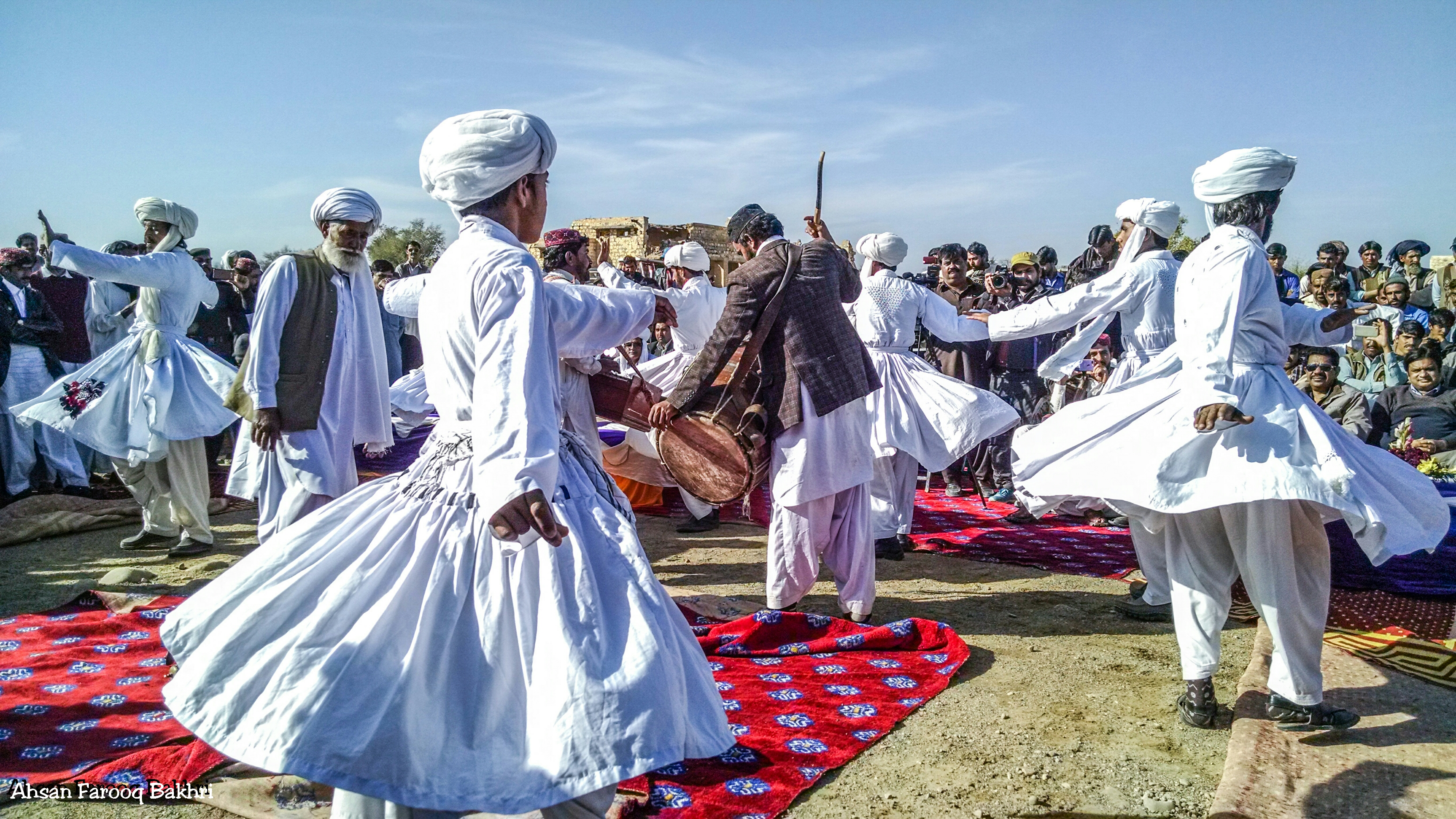
رقص بلوچ ها با لباس سنتی و قدیمی قبل از تاریخ معاصر، به مناسبت روز فرهنگ بلوچ
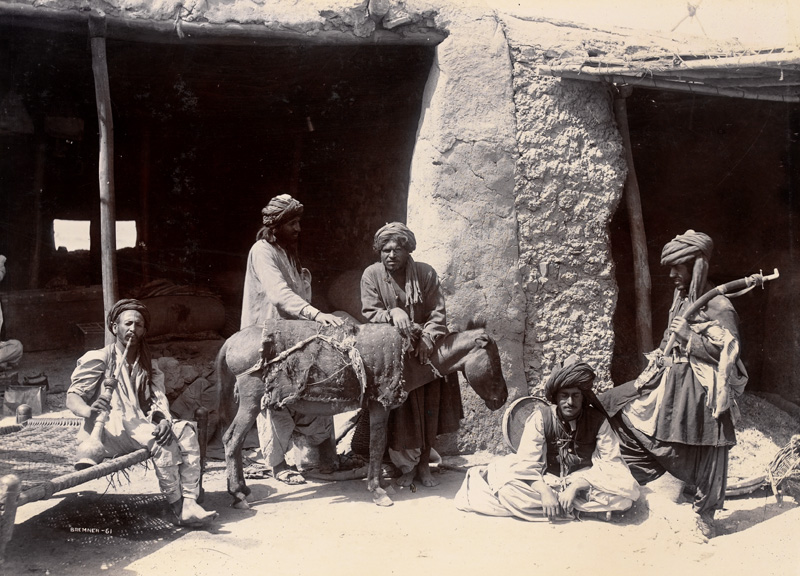
تصویر تاریخی از بلوچ های کویته با پوشش سنتی و قدیمی بلوچی قبل معاصر لباس بلوچی، کویته، ۱۸۶۷
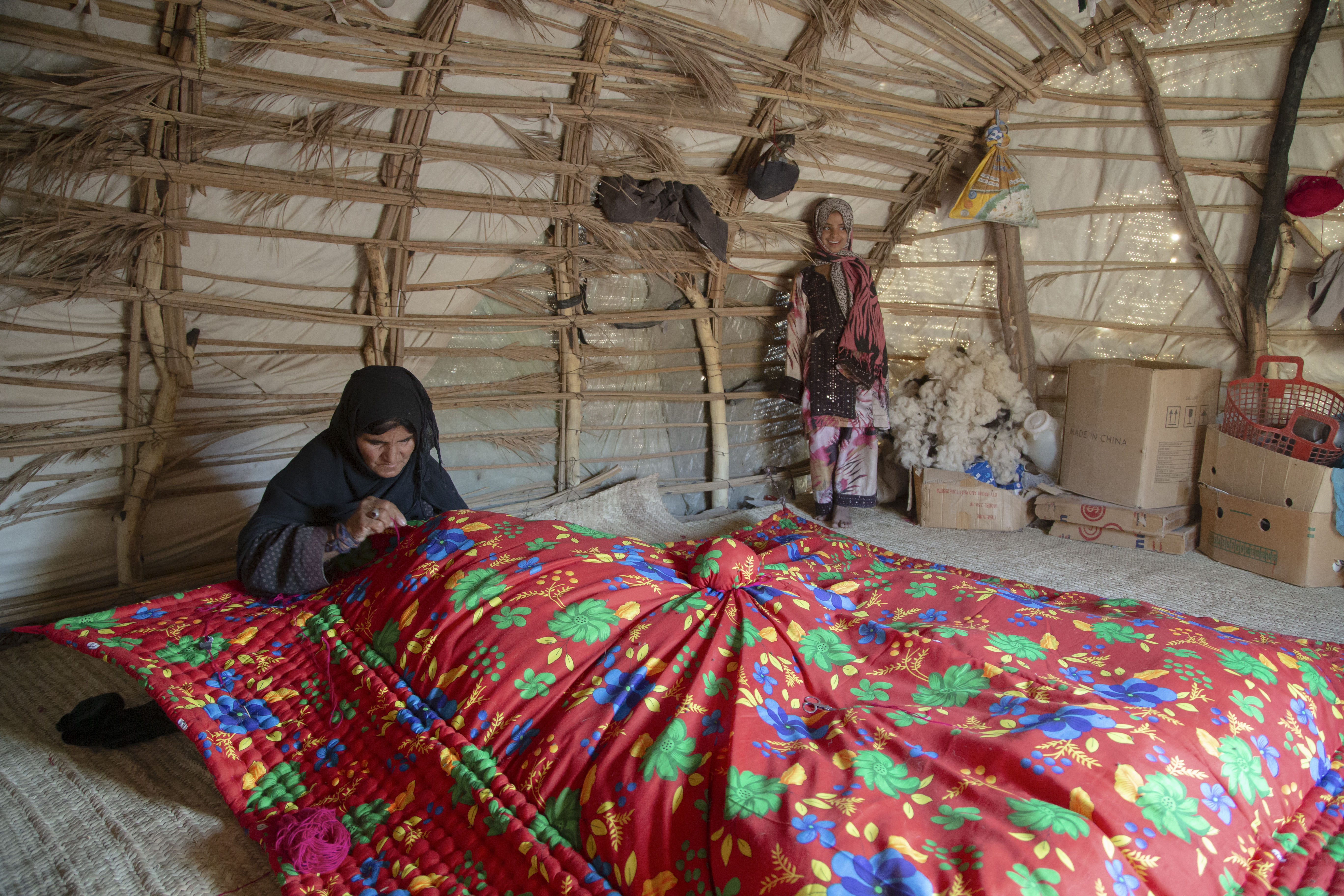
یک زن بلوچ در حال پتوبافی
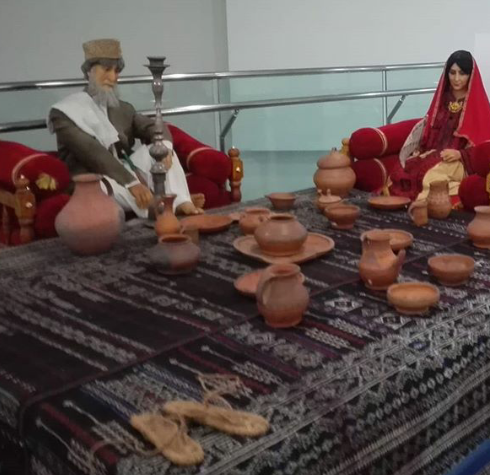
زن ومرد بلوچ، موزه جنوب شرق در زاهدان
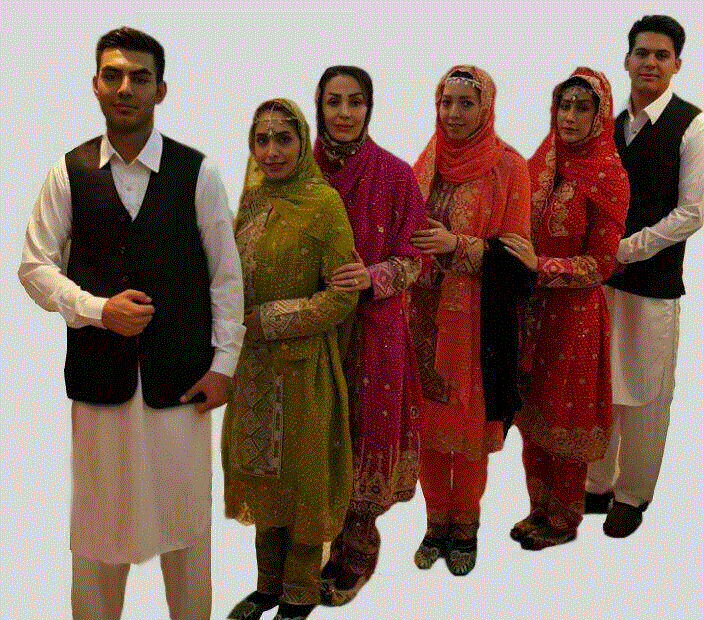
نوع پوشش بلوچ ها
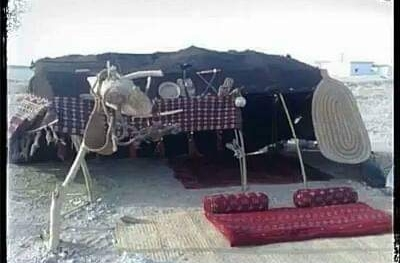
سبک زندگی عشایر بلوچ
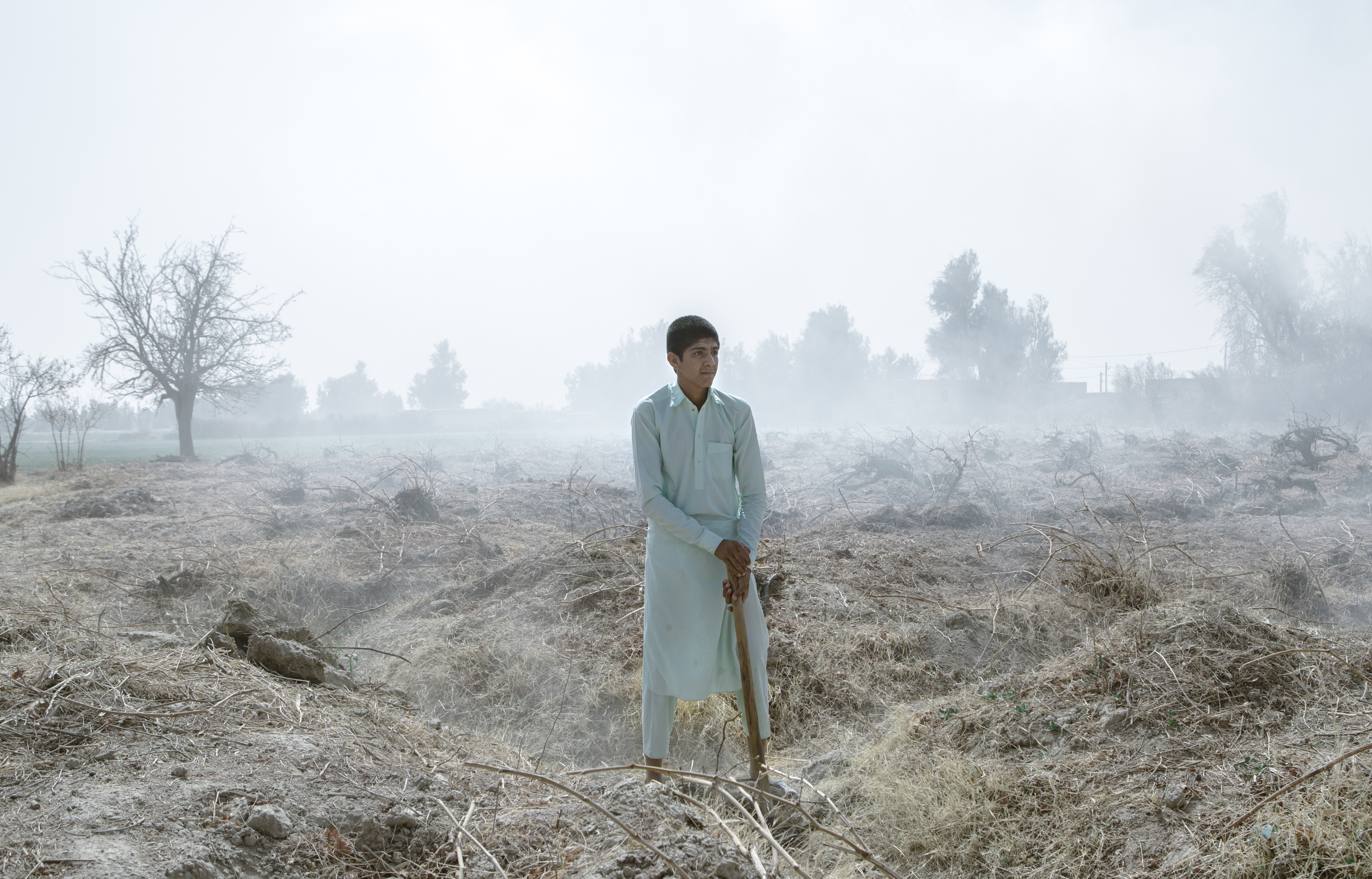
پسر بلوچ
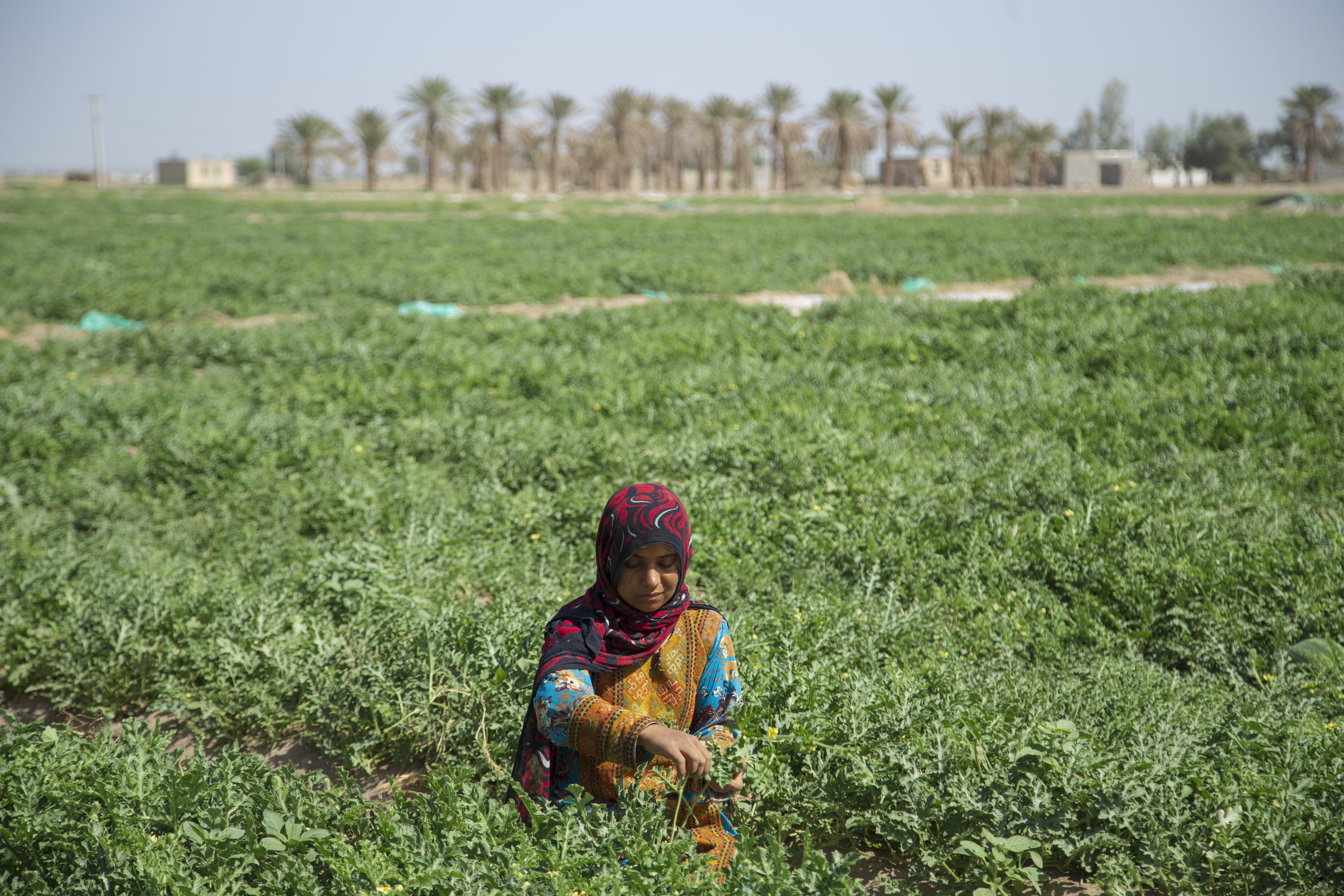
زندگی مردم بلوچ در جنوب استان کرمان و استان سیستان و بلوچستان در ایران
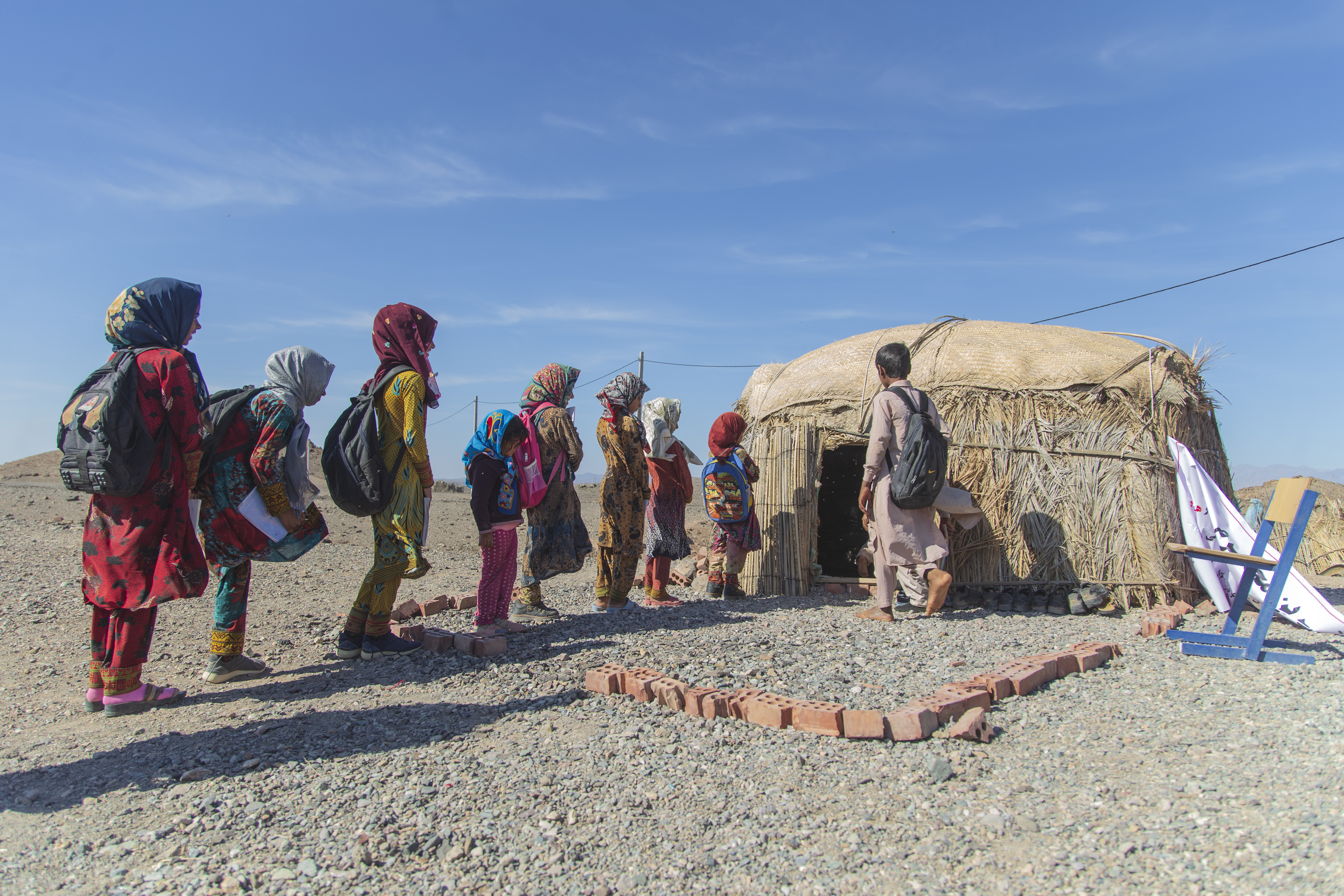
یک مدرسه کپری در روستایی در بلوچستان ایران
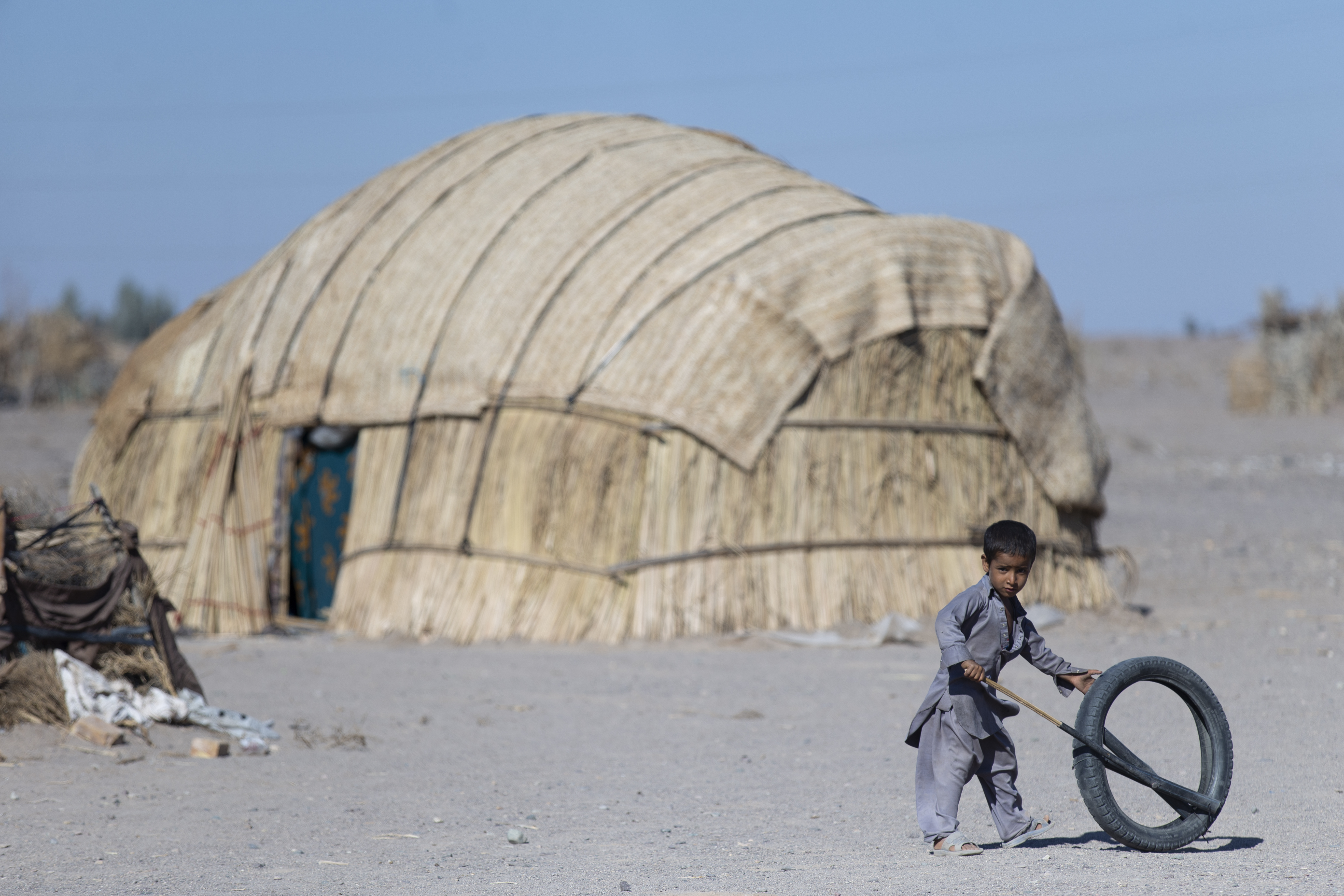
بازی یک کودک در مناطق کپرنشین جنوب استان کرمان
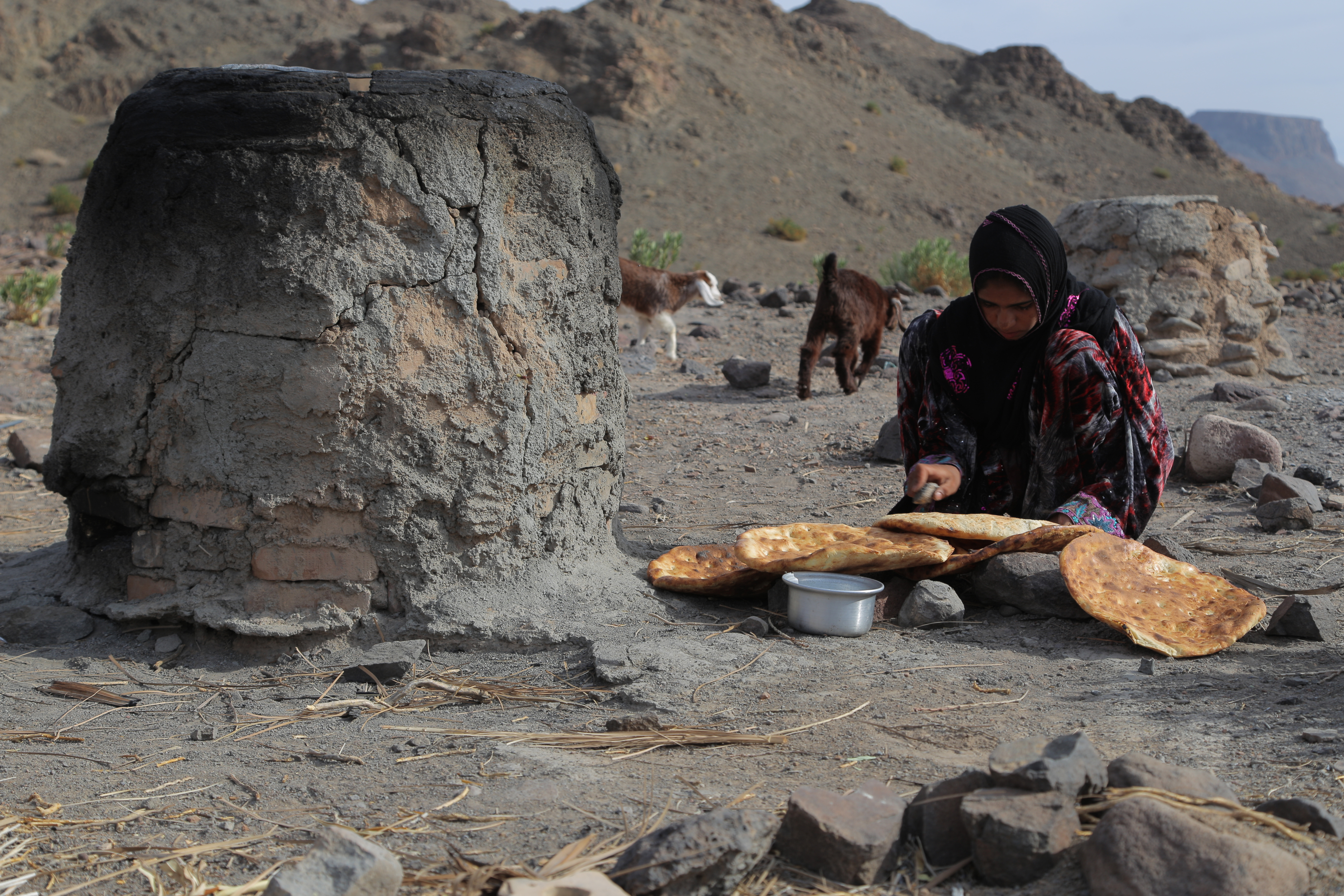
پخت نان در تنورهای دست‌ساز در میان مردم بلوچ